# Fine dei Romanov
Fine dei Romanov è un'espressione impiegata da svariati storici per designare l'insieme di esecuzioni extragiudiziali compiute dal nuovo potere sovietico contro membri dell'ex famiglia imperiale dei Romanov. 
Dalla rivoluzione d'ottobre del 1917 ai primi del 1919 furono uccise una ventina di persone di ambo i sessi, circa un terzo dei membri adulti della famiglia imperiale, a partire dal deposto imperatore Nicola II con tutta la sua famiglia immediata: sua moglie Aleksandra Fëdorovna e i cinque figli: le quattro granduchesse Olga, Tatiana, Maria, Anastasia e lo zarevich Alessio, oltre ai membri rimasti al loro seguito, tra cui Evgenij Botkin, Anna Demidova, Aleksej Egorovič Trupp e Ivan Michajlovič Charitonov. Secondo la versione ufficiale rilasciata dal governo rivoluzionario sovietico, i membri della famiglia imperiale vennero giustiziati da un plotone di esecuzione, per il timore che la città potesse essere occupata dal movimento dei "bianchi" (in particolare dalla Legione Cecoslovacca) che avrebbe certamente salvato l'intera famiglia, la quale costituiva un imbarazzante problema politico. 
Secondo diversi storici e ricercatori nel campo, l'ordine venne impartito da tre personaggi chiave: Lenin, Jakov Michajlovič Sverdlov e Feliks Ėdmundovič Dzeržinskij. I corpi dei membri della famiglia imperiale e dei loro servitori vennero portati quindi nella foresta di Koptjaki dove vennero spogliati, mutilati con bombe a mano per impedirne l'identificazione, cosparsi di acido solforico e bruciati.
Nel 1919, l'Armata Bianca iniziò le ricerche dei corpi della famiglia imperiale ma non riuscì ad individuare il luogo della loro sepoltura, concludendo che i resti potevano essere stati cremati e dispersi dal momento che nell'area di Ganina Jama erano state trovate tracce di pire. Nel 1979 e nel 2007 i resti dei corpi vennero ritrovati in due tombe non segnate presso un campo chiamato Porosenkov.
Le esecuzioni, secondo alcuni, vennero commesse su ordine espresso di Lenin. Pur essendo informati del fatto che "l'intera famiglia ha subito la stessa sorte del suo capo", i bolscevichi si limitarono ad annunciare la morte di Nicola alla stampa, dicendo che "la moglie di Nicola Romanov e suo figlio sono stati inviati in un posto sicuro." Per otto anni la leadership sovietica mantenne il più assoluto riserbo sulla faccenda, anche di fronte a quanti già nel settembre del 1919 dicevano che la famiglia imperiale era stata giustiziata da estremisti rivoluzionari ammettendo solo nell'aprile del 1922 la morte di tutta la famiglia.
I primi particolari delle morti vennero pubblicati nel 1926 grazie all'opera di un émigré dei "bianchi", il quale ad ogni modo disse che i corpi non potevano essere ritrovati in quanto erano stati cremati e sollevando il Gabinetto di governo di Lenin da ogni responsabilità, classificando l'azione come il gesto di estremisti rivoluzionari. L'assoluto silenzio delle autorità sovietiche sulle esecuzioni alimentò per contro fantasie sui sopravvissuti, assieme alla comparsa di molti impostori che si spacciavano per i vari membri della famiglia imperiale, fatto che orientò i media sulla Russia sovietica. Ogni discussione in merito venne messa a tacere da Iosif Stalin nel 1938.
Il sito della reale sepoltura dei corpi venne scoperto nel 1979 da un ricercatore amatoriale, ma l'esistenza dei resti venne resa pubblica solo nel 1989, nel periodo del glasnost'. L'identità dei resti venne confermata da indagini forensi del DNA. I resti vennero sepolti con tutti gli onori nella Cattedrale dei Santi Pietro e Paolo a San Pietroburgo nel 1998, 80 anni dopo l'esecuzione, in una cerimonia cui parteciparono nostalgici e anticomunisti ma non le personalità chiave della Chiesa ortodossa, che discutevano sull'autenticità dei resti ritrovati. Una seconda tomba, più piccola delle precedenti sepolture e contenente i corpi di due ragazzini, che si ritiene siano i resti dello zarevic Alessio e di sua sorella Maria, venne scoperta da un ricercatore amatoriale nel 2007. Nel 1993 lo Stato russo post-sovietico aprì ufficialmente un fascicolo d'indagine per la morte dell'ex famiglia imperiale, ma nessuno venne accusato in quanto tutti gli attori del dramma erano ormai morti. Nel 2008, dopo una lunga battaglia legale, i Romanov furono ufficialmente proclamati dallo Stato russo "vittime di repressioni politiche".
Alcuni storici, pur senza avere alcuna conferma dalla documentazione archivistica resa disponibile nel corso degli anni, hanno attribuito l'ordine dato da Lenin come la possibilità con esso di impedire che la famiglia dello zar fosse soccorsa dalla Legione Cecoslovacca nel corso della guerra civile russa. Questo fatto è stato confermato anche da un passaggio del diario di Lev Trockij. Un'indagine condotta da Vladimir Solov'ëv e conclusasi nel 2011 ha comunque dimostrato, pur avendo cercato negli archivi di Stato russi, che non vi è alcun documento scritto con l'autorizzazione di Lenin o Sverdlov a procedere con l'esecuzione della famiglia imperiale; ad ogni modo entrambi appoggiarono certamente l'azione dopo che essa era stata compiuta. Secondo altre fonti, Lenin ed il governo sovietico avrebbero voluto condurre un processo regolare ai Romanov, con Trockij come giudice, ma il soviet degli Urali, su pressione di alcuni rivoluzionari ed anarchici, prese l'iniziativa personalmente con l'avvicinarsi dei cecoslovacchi.
Negli anni 1990 il presidente russo Boris Nikolaevič El'cin descrisse l'esecuzione dei membri della famiglia imperiale come una delle pagine più vergognose della storia della Russia.

## Antefatto

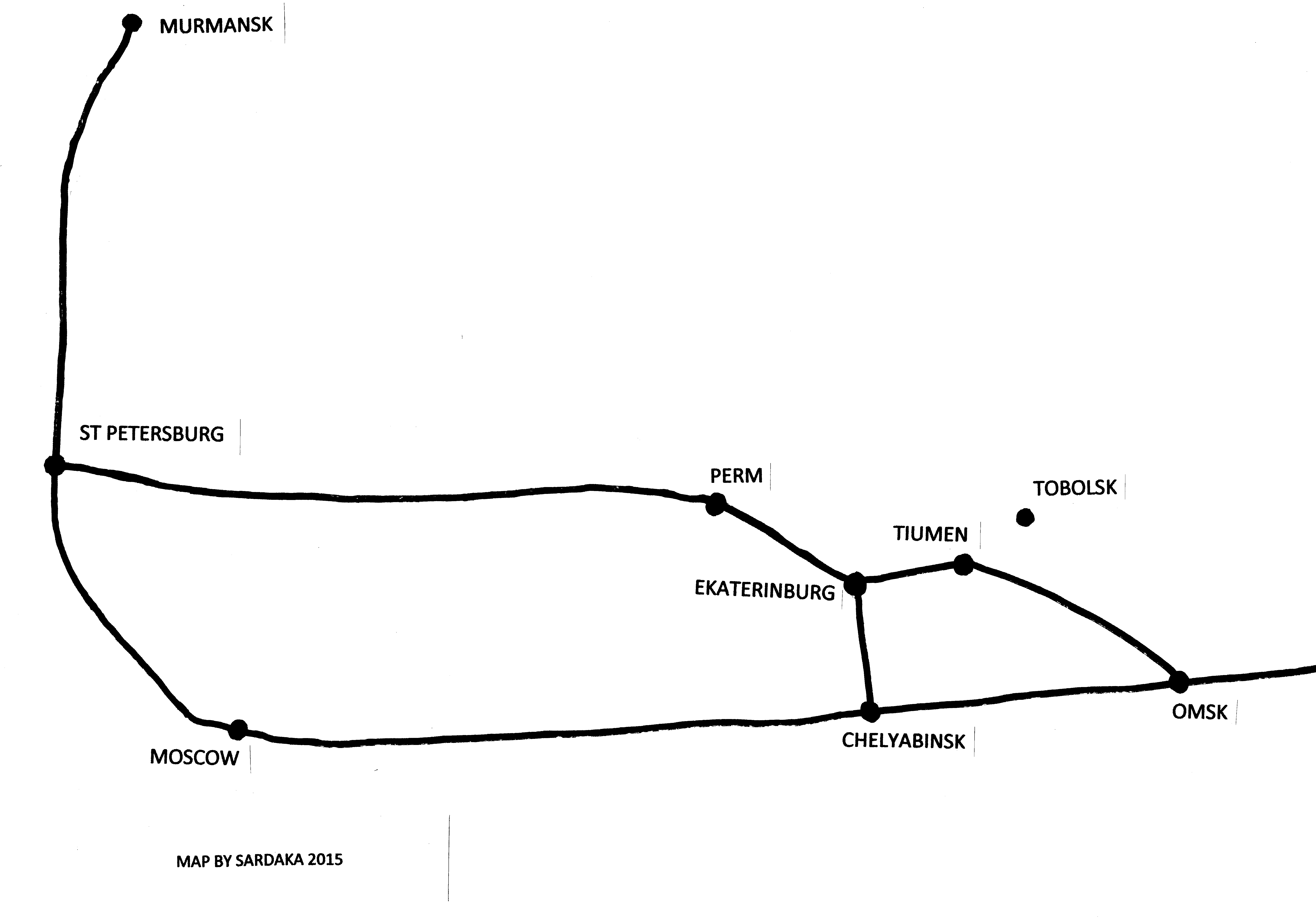
Mappa con segnalati i luoghi dei principali eventi negli ultimi giorni della famiglia Romanov.

Il 22 marzo 1917, Nicola, ormai non più zar in quanto abdicatario, agli occhi del nuovo Stato repubblicano era divenuto semplicemente "Nicola Romanov"; per questo venne deciso di riunirlo con la sua famiglia al Palazzo di Alessandro di Carskoe Selo. Egli ad ogni modo si trovava con la sua famiglia agli arresti domiciliari per ordine del governo provvisorio, circondato da guardie e confinato nel palazzo senza possibilità di spostamenti che non fossero decisi dal governo.
Nell'agosto del 1917 il governo provvisorio di Aleksandr Kerenskij decise di spostare i Romanov a Tobol'sk, formalmente per proteggerli dai crescenti moti rivoluzionari. Qui la famiglia ebbe modo di vivere nel palazzo dell'ex governatore, in condizioni confortevoli. Dopo che i bolscevichi presero il potere nell'ottobre del 1917, le condizioni della loro prigionia vennero ristrette e sempre più frequentemente si parlava di porre Nicola a processo. A Nicola venne proibito di indossare l'uniforme militare; spesso le guardie facevano dei disegni lascivi per oltraggiare le figlie della famiglia imperiale. Il 1º marzo 1918, la famiglia venne posta alla razione dei soldati, venne concesso loro di avere a disposizione 10 servitori devoti e di rinunciare a burro e caffè. Quando i bolscevichi iniziarono a prendere sempre più potere, il governo in aprile spostò Nicola, Alessandra e la loro figlia Maria presso Ekaterinburg sotto la guardia particolare di Vasilij Jakovlev. Alessio, che soffriva pesantemente a causa della propria emofilia, era troppo malato per accompagnare i genitori e per questo rimase con le altre sorelle Olga, Tatiana e Anastasia, non lasciando Tobol'sk sino al maggio del 1918. La famiglia venne imprigionata quindi con un manipolo di fedelissimi presso Casa Ipat'ev ad Ekaterinburg.

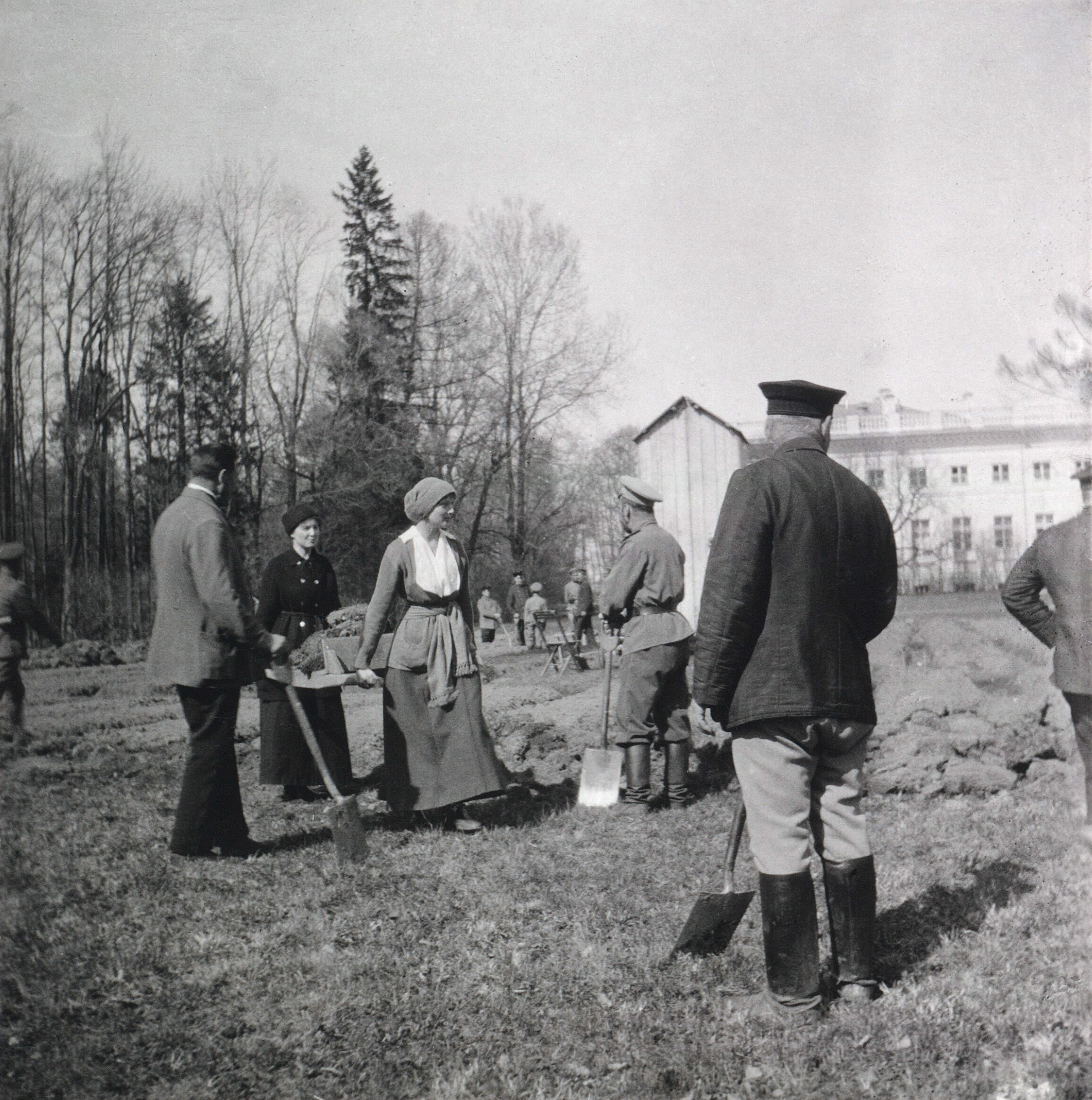
Nicola II, Tatiana e la contessa Anastasija Gendrikova lavorano nell'orto del Palazzo di Alessandro nel maggio del 1917. La famiglia non godette di questi privilegi presso Casa Ipat'ev.

### La "casa a destinazione speciale"
La famiglia imperiale venne tenuta in stretto isolamento a Casa Ipat'ev. Venne loro proibito severamente di parlare altra lingua che non fosse il russo. Non ebbero accesso ai loro bagagli, che vennero conservati in altro luogo. La loro camera oscura e il loro equipaggiamento fotografico furono confiscati. Ai servitori venne ordinato di chiamare i Romanov coi loro nomi e cognomi. La famiglia divenne soggetta a regolari inquisizioni circa i loro possedimenti, oltre che alla confisca dei loro beni "per la salvaguardia del tesoro di stato del Soviet regionale degli Urali" e tentativi di strappare ad Aleksandra e alle sue figlie i braccialetti d'oro che portavano ai polsi. La casa dove la famiglia imperiale risiedeva era circondata da una doppia palizzata di 4 metri di altezza che oscurava la vista di tutte le strade attorno. Il cancello inizialmente delimitava semplicemente il giardino su via Voznesenskij. Il 5 giugno venne eretta una seconda palizzata, più alta e più lunga della prima, che racchiudeva l'intera proprietà. Una delle ragioni per la costruzione di quest'ultima palizzata fu la scoperta che da fuori era possibile vedere comunque l'ex zar quando questi si trovava in giardino.

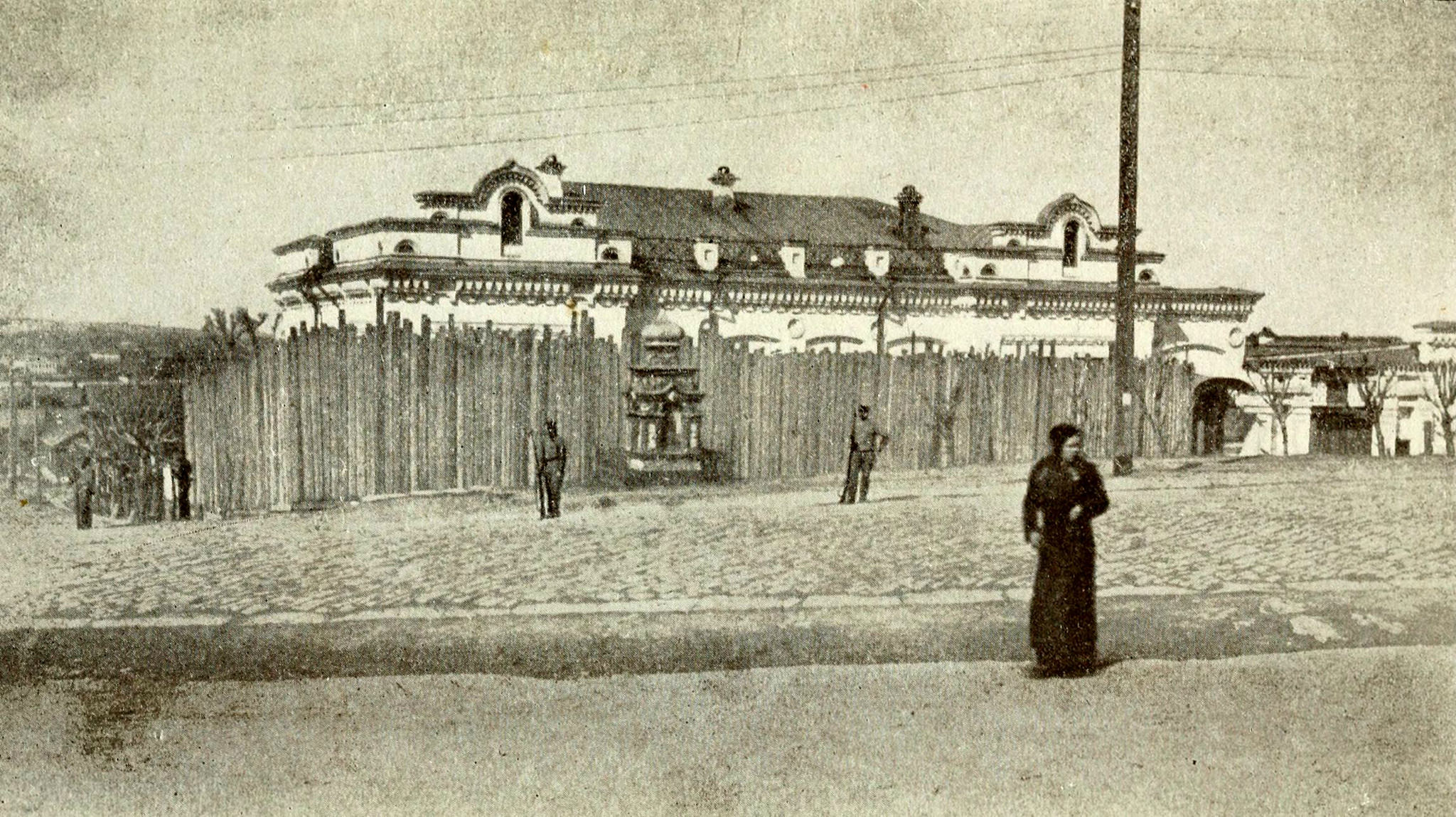
Casa Ipat'ev, con la palizzata eretta appena prima dell'arrivo di Nicola, Alessandra e di Maria il 30 aprile 1918. L'abbaino a sinistra della casa, in alto, era il luogo ove si trovava posizionata una mitragliatrice Maxim pronta all'uso. Subito sotto si trovava la camera da letto dello zar e della zarina.

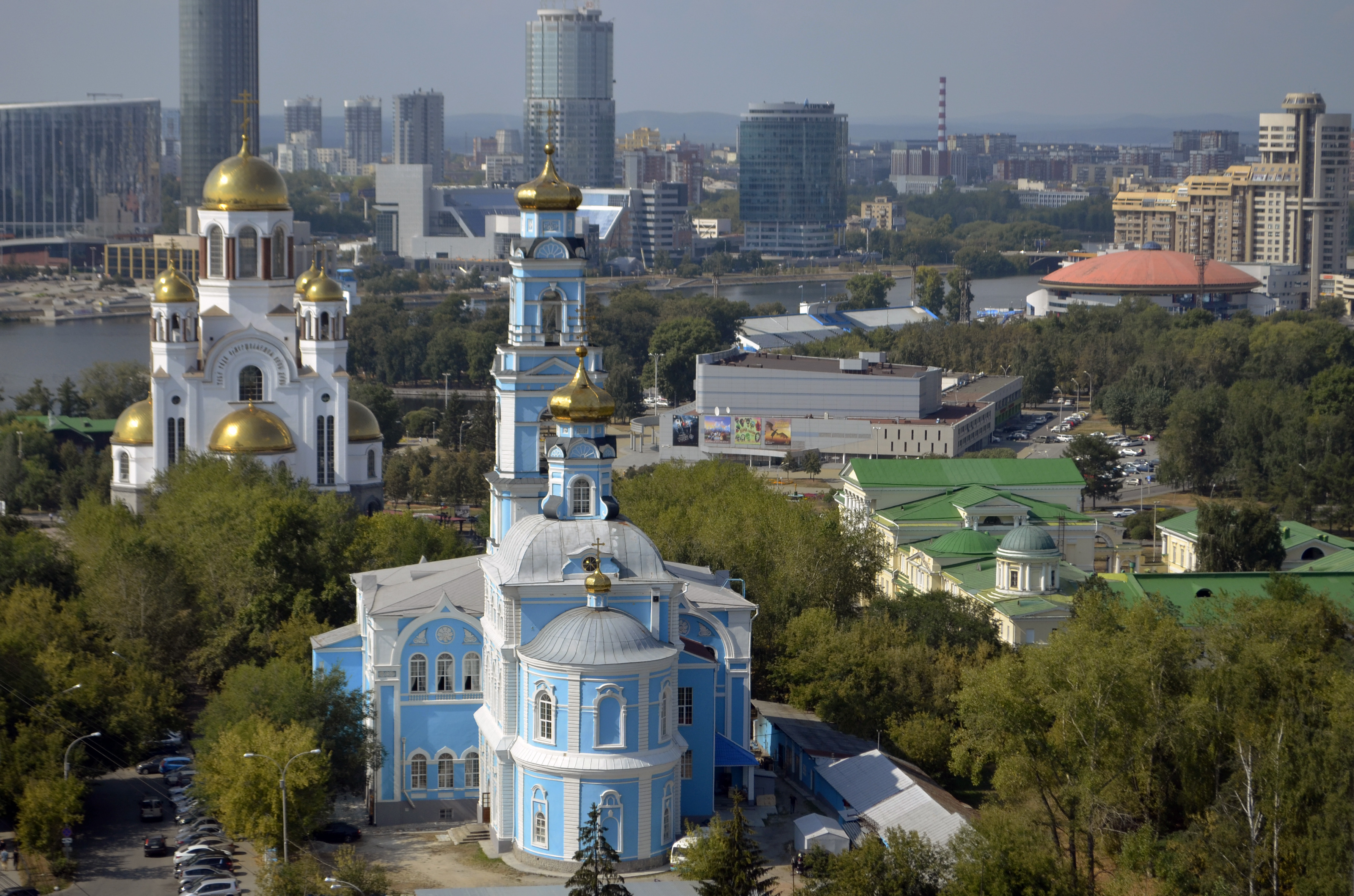
La Cattedrale sul sangue nel 2016 (in alto a sinistra), dove si trovava Casa Ipat'ev. La cattedrale Voznesenskij in secondo piano è dove era posta la mitragliatrice e il campanile sorge dove si trovava la camera da letto dello zar e della zarina, nell'angolo sudest della casa.

Le finestre di tutte le camere usate dalla famiglia erano sprangate e sigillate e poi coperte con giornali (poi dipinti con pittura bianca il 15 maggio). L'unica fonte di ventilazione della famiglia era una fortočka, una piccola finestrella nella stanza della granduchessa, da cui ad ogni modo nessuno poteva sporgersi; nel maggio di quello stesso anno, quando Anastasia provò ad affacciarsi, una guardia sparò un colpo. Dopo ripetute richieste, una delle due finestre nella camera da letto dello zar e della zarina venne dissigillata il 23 giugno 1918. Ad ogni modo, le autorità chiesero alle guardie di incrementare la loro sorveglianza per impedire che i prigionieri potessero sporgersi e fare segnali a chiunque al di fuori della casa. Da questa finestra, potevano vedere la guglia della cattedrale di Voznesenskij collocata non lontano dalla casa. Una griglia di ferro venne installata l'11 luglio in quanto Alessandra ignorò i ripetuti avvertimenti di Jurovskij di non rimanere troppo a lungo nei pressi della finestra aperta.
Il comandante delle guardie ed il suo vice avevano accesso completo a tutte le stanze occupate dalla famiglia imperiale, a qualsiasi ora. Ai prigionieri era chiesto di suonare una campanella ogni qualvolta dovessero lasciare le loro stanze per usare il bagno o lavarsi al piano terreno. La famiglia aveva diritto a momenti di svago due volte al giorno per mezz'ora la mattina e mezz'ora il pomeriggio. Ad ogni modo, i prigionieri rimanevano sotto stretta sorveglianza e non potevano parlare con le guardie. Alla mattina venivano provvisti tè e pane integrale, mentre per pranzo venivano serviti cotolette o zuppe di carne; i prigionieri vennero informati che il governo "non avrebbe più permesso loro di vivere come una famiglia imperiale". A metà giugno delle monache del monastero di Novo-Tichvinskij si recarono alla casa per portare del cibo alla famiglia imperiale, gran parte del quale ad ogni modo venne requisito dalle guardie ancora prima di entrare nell'abitazione. La famiglia non poteva del resto ricevere visite né inviare o ricevere lettere. La principessa Elena di Serbia fece visita alla casa a giugno di quell'anno, ma non poté entrarvi sotto la minaccia dei fucili delle guardie, mentre il dottor Vladimir Derevenko, che doveva regolarmente visitare lo zarevic Alessio, venne licenziato quando Jurovskij divenne comandante. La famiglia non poteva partecipare ad alcuna funzione religiosa, nemmeno a quelle che si svolgevano nella vicina chiesa. All'inizio di giugno, alla famiglia venne rifiutato il giornale quotidiano.

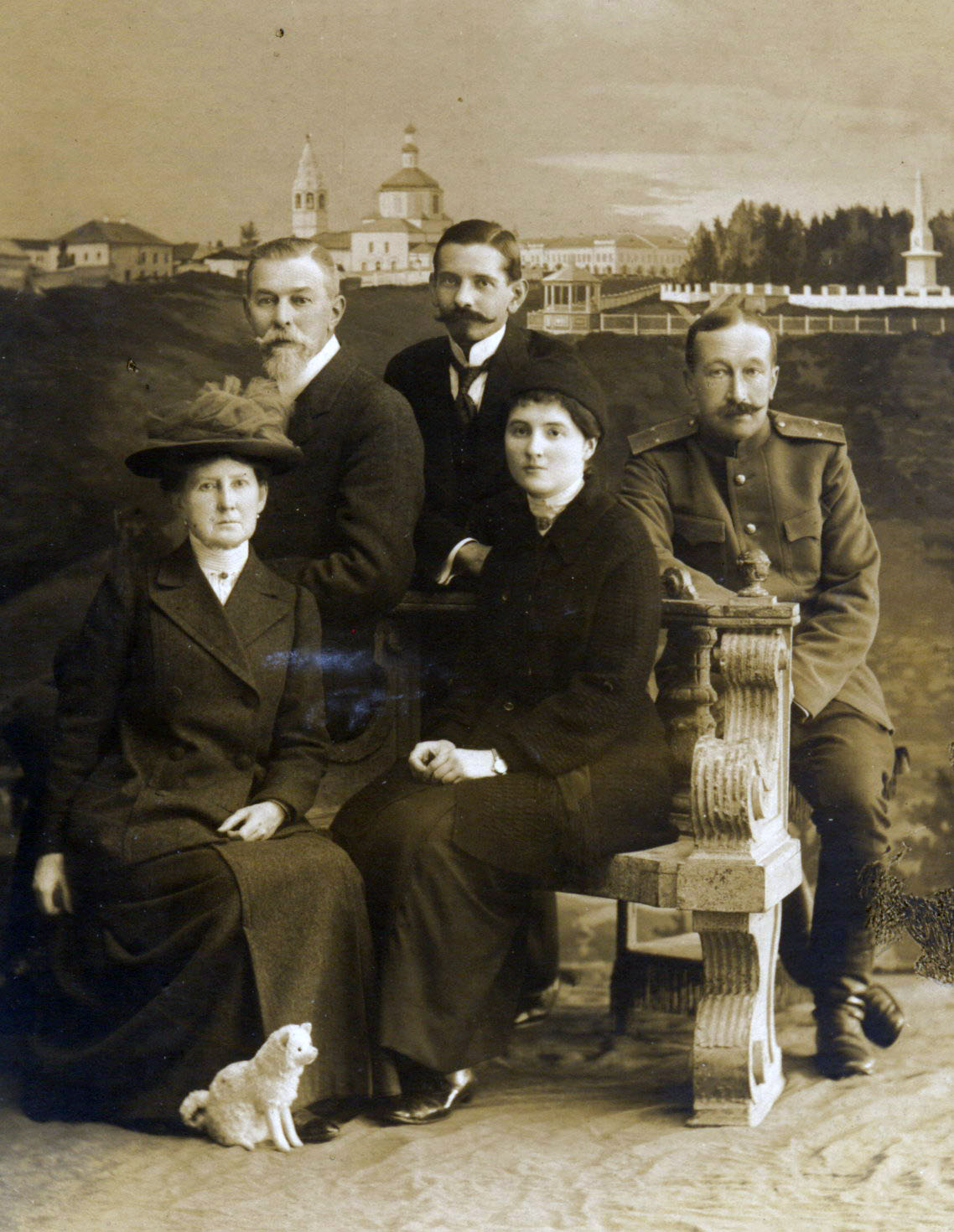
L'entourage dei Romanov. Da sinistra a destra: Catharina Schneider, Il'ja Tatiščev, Pierre Gilliard, Anastasija Gendrikova e Vasilij Dolgorukov. Questi volontariamente decisero di accompagnare la famiglia Romanov durante la loro prigionia ma vennero costretti a separarsene dai bolscevichi ad Ekaterinburg. Tutti ad eccezione di Gilliard finirono poi uccisi dai Bolscevichi.

Per mantenere un senso di normalità, ad ogni modo, i bolscevichi assicurarono i Romanov il 13 luglio 1918 che due dei loro fedeli servitori, Klementij Nagorny (governante di Alessio) e Ivan Sednev (servitore delle granduchesse e zio di Leonid Sednev), "sarebbero stati inviati dal governo". In realtà entrambi erano già morti all'epoca dell'annuncio: dopo averli spostati da Casa Ipat'ev i Bolscevichi infatti li avevano fucilati entrambi alla sede della Čeka con un gruppo di ostaggi, il 6 luglio, in rappresaglia per la morte di Ivan Malyšev, un bolscevico locale ucciso dai "bianchi". Il 14 luglio, un prete e un diacono celebrarono una messa per i Romanov. La mattina seguente, quattro donne delle pulizie vennero chiamate a lavare i pavimenti di Casa Ipat'ev; furono gli ultimi civili a vedere viva la famiglia imperiale. In entrambi i casi, ebbero istruzione di non parlare con alcun membro della famiglia. Jurovskij rimase sempre di guardia sia durante la celebrazione sia durante le operazioni di pulizia.
I 16 uomini posti di guardia all'abitazione dormivano al piano seminterrato della casa. La guardia esterna, guidata da Pavel Medvedev, contava in tutto 56 uomini, ospitati presso Casa Popov, proprio di fronte a Casa Ipat'ev. Alle guardie era permesso di far entrare nei loro alloggi delle prostitute come pure di organizzare feste e bevute in compagnia, sia a Casa Popov sia a Casa Ipat'ev. Quattro erano le mitragliatrici poste a guardia del sito: una sulla torre campanaria della cattedrale di Voznesenskij, un'altra presso una finestra di Casa Ipat'ev verso la strada, una terza monitorava la balconata verso il giardino sul retro della casa e una quarta l'attico sull'intersezione delle strade attorno alla casa, proprio sopra la camera da letto dello zar e della zarina. Vi erano dieci posti di guardia attorno a Casa Ipat'ev, oltre a una costante pattuglia due volte ogni ora, sia di giorno sia di notte. All'inizio di maggio le guardie privarono i prigionieri del pianoforte che si trovava nella sala da pranzo della casa e lo spostarono nell'ufficio del comandante, situato proprio di fianco alla camera da letto dei Romanov. Questo stratagemma risultò infine anche un ulteriore motivo di sofferenza psicologica in quanto, di sera, le guardie erano solite suonare e cantare canzoni rivoluzionarie mentre bevevano e fumavano, proprio di fianco alla camera da letto degli ex sovrani. Erano soliti inoltre sentire le registrazioni del fonografo confiscato ai Romanov. Il gabinetto posto al piano terreno era utilizzato anche dalle guardie che vi scrivevano sui muri degli slogan inneggianti alla rivoluzione o dei graffiti offensivi. Il numero delle guardie presenti a Casa Ipat'ev aveva raggiunto i 300 individui al momento dell'uccisione della famiglia imperiale.
Quando Jurovskij rimpiazzò Aleksandr Avdeev come comandante il 4 luglio, spostò i membri della guardia interna presso Casa Popov. Le restanti guardie vennero mantenute ai loro posti, ma non venne più consentito loro il libero accesso alle stanze dei Romanov, che fu riservato unicamente agli uomini prescelti da Jurovskij. I rimpiazzi vennero ricercati tra i volontari dei battaglioni Verch-Isetsk su richiesta dello stesso Jurovskij. Egli desiderava avere unicamente dei bolscevichi fidati per quel compito così particolare e che questi fossero preparati a tutto, anche a uccidere lo zar se fosse stato necessario. Per evitare gli episodi di fraternizzazione avvenuti sotto Avdeev, Jurovskij scelse perlopiù personale non della zona. Nicola annotò nel suo diario alla data dell'8 luglio che "ora di guardia vi sono dei lituani", descrivendoli come Letts, termine comunemente usato in Russia per definire europei non di origine russa. Il capo di queste nuove guardie era il lituano Adolf Lepa.
I Romanov si trovavano a Ekaterinburg, ma sempre più bolscevichi facevano pressioni perché fossero sottoposti a processo. Col proseguire della guerra civile, l'Armata bianca pareva sul punto di catturare la città e pertanto il timore che i Romanov potessero cadere nelle mani dei "bianchi" divenne sempre più pressante. I bolscevichi non potevano permetterlo per due ragioni: la prima era che lo zar o anche uno solo dei membri della sua famiglia sarebbe potuto divenire un baluardo della resistenza nelle mani dei "nemici della rivoluzione"; la seconda ragione era che lo zar o uno qualsiasi dei membri della sua famiglia avrebbe potuto essere considerato il legittimo regnante di Russia da parte delle altre nazioni europee, vanificando così i duri sforzi dei rivoluzionari per vedere legittimato il loro governo a livello internazionale. I timori erano seri, tanto che poco dopo l'esecuzione dei Romanov la città ove erano tenuti prigionieri venne effettivamente occupata dall'Armata bianca. A metà luglio del 1918, le forze della Legione Cecoslovacca si trovavano ormai presso Ekaterinburg con l'intento di proteggere la ferrovia transiberiana di cui avevano il controllo in gran parte. Secondo lo storico David Bullock, i bolscevichi, errando nel credere che i cecoslovacchi avessero la precisa missione di salvare la famiglia imperiale, andarono nel panico e decisero di ucciderne i membri prigionieri. La legione giunse meno di una settimana dopo ed il 25 luglio prese il controllo della città.
Durante la prigionia della famiglia imperiale, alla fine di giugno, Pëtr Vojkov e Aleksandr Beloborodov, presidente del Soviet regionale degli Urali, fecero pervenire delle finte lettere scritte in francese e dirette a Casa Ipat'ev indicando come esse fossero state scritte da ufficiali monarchici con il preciso intento di programmare il salvataggio della famiglia imperiale. Queste lettere fabbricate ad hoc, assieme alle risposte "manoscritte dai Romanov" (scritte senza indirizzo sulle buste né destinatario), rappresentarono per la Commissione Esecutiva Centrale di Mosca un motivo in più per liquidare la famiglia imperiale. Jurovskij successivamente osservò come rispondendo a quelle lettere false, Nicola "fosse caduto nel nostro piano per intrappolarlo". Il 13 luglio vi furono delle proteste nella strada presso Casa Ipat'ev: in piazza Voznesenskij una dimostrazione di soldati dell'Armata rossa, socialisti rivoluzionari ed anarchici chiedevano le dimissioni del Soviet di Ekaterinburg e il trasferimento del controllo della città nelle loro mani. La rivolta venne violentemente soppressa dal locale distaccamento dalla Guardia Rossa guidata da Pëtr Ermakov, il quale diede ordine di aprire il fuoco sui manifestanti. Lo zar e la zarina, che avevano sentito gli spari dalle loro finestre, chiesero spiegazioni: le autorità dissero loro che l'incidente si era originato da una ribellione filo-monarchica che aveva l'intento di liberarli dalla prigionia e che era stata soppressa col sangue.

### Perm', 12 giugno 1918: la morte del granduca Michele

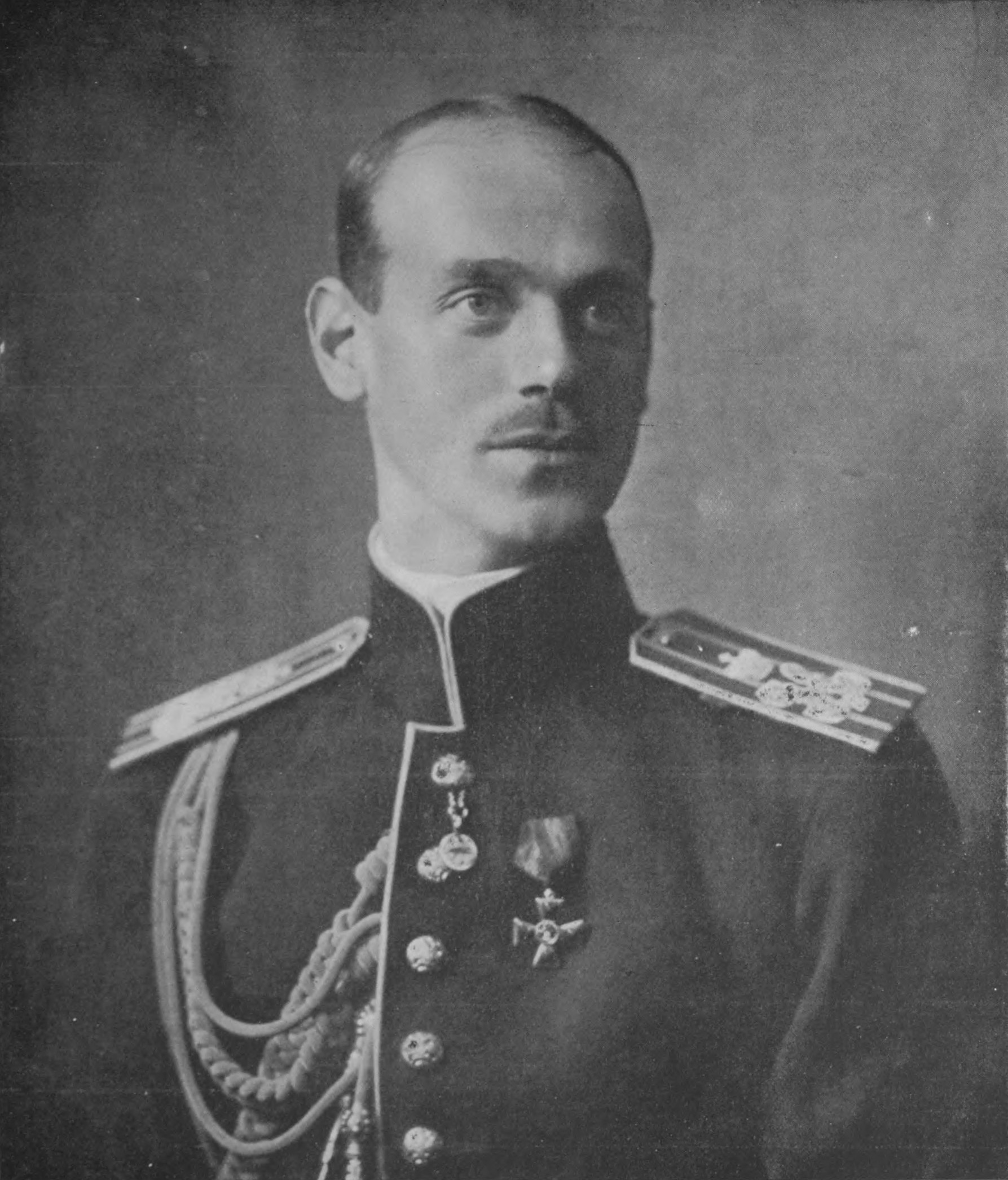
Il granduca Michele, fratello dello zar Nicola II.

La prima azione concreta si ebbe la notte del 12 giugno, quando un gruppo di bolscevichi prelevò e uccise il granduca Michele, fratello e successore di Nicola II, che si trovava agli arresti domiciliari in un albergo di Perm'. Lui e il suo segretario, Nicholas Johnson, furono condotti in una foresta lontano dalla città e fucilati. I loro corpi vennero gettati nella fornace di una fabbrica perché non ne restasse traccia.
Dapprima i sovietici annunciarono che il granduca era scomparso, poi che era stato rapito dai bianchi, infine che era fuggito non si sapeva dove, in modo così da occultare l'omicidio. In questo periodo da Mosca iniziarono a giungere voci circa la morte dello zar, diffuse forse per "saggiare le reazioni dell'opinione pubblica russa e internazionale di fronte all'uccisione di Nicola": nessuno, né tra i governi né tra i molti parenti coronati della famiglia imperiale, diede cenno di preoccuparsi di loro.

### La pianificazione dell'esecuzione

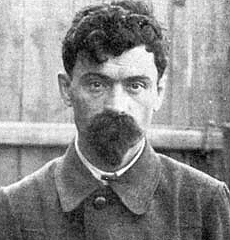
Jakov Michajlovič Jurovskij, organizzatore e tra gli esecutori materiali dell'omicidio della famiglia Romanov

Il Soviet della regione degli Urali si accordò in un incontro del 29 giugno sul fatto che fosse necessario giustiziare la famiglia Romanov. Filipp Gološčëkin giunse a Mosca il 3 luglio con un messaggio che insisteva sulla necessità di giustiziare lo zar. Solo 7 dei 23 membri della Commissione Esecutiva Centrale erano riuniti, tre dei quali erano Lenin, Sverdlov e Feliks Dzeržinskij. Venne concordato che il locale presidio del Soviet regionale degli Urali avrebbe definito i dettagli pratici dell'esecuzione, decidendo anche il giorno più appropriato per agire, contattando preventivamente Mosca per l'assenso finale.
L'uccisione della moglie e dei figli dello zar fu discusso, ma per quanto approvato essa sarebbe stata mantenuta segreto di Stato per evitare ripercussioni politiche di qualunque natura; l'ambasciatore tedesco Wilhelm von Mirbach già da tempo chiedeva ai bolscevichi rapporti sullo stato di salute della famiglia imperiale. Un altro diplomatico, il console britannico Thomas Preston, che viveva nei pressi di Casa Ipat'ev, fece spesso pressioni su Pierre Gilliard, Sydney Gibbes e sul principe Vasilij Aleksandrovič Dolgorukov per aiutare i Romanov, ma quest'ultimo in particolare riuscì a scrivere solo qualche nota dalla sua cella prima di essere a sua volta assassinato da Grigorij Nikulin, assistente di Jurovskij. Ad ogni modo, le richieste di Preston di poter vedere la famiglia imperiale vennero tutte negate. Come spiegò in seguito Trockij, "la famiglia dello zar fu vittima di un problema che affligge tutte le grandi casate: l'ereditarietà dinastica", per cui le loro morti sarebbero state necessarie. Gološčëkin tornò ad Ekaterinburg il 12 luglio con un sunto della discussione sui Romanov tenutasi a Mosca, assieme alle istruzioni secondo le quali nulla della morte della famiglia imperiale dovesse in qualsiasi modo ricondurre direttamente a Lenin.
Il 14 luglio Jurovskij definì il luogo e il metodo dell'esecuzione. Egli ebbe frequenti contatti con Pëtr Ermakov, incaricato della direzione della squadra di fucilieri. Jurovskij era intenzionato a confinare la famiglia coi propri servitori in uno spazio ristretto da cui non potessero fuggire. Venne prescelto per tale scopo il seminterrato della casa perché aveva sbarre all'unica finestra presente, che comunque venne appositamente imbottita perché potesse attutire il suono degli spari e delle eventuali urla così da non allarmare i vicini o i cittadini all'esterno. Venne considerato pure di ucciderli nel sonno, oppure di pugnalarli mentre dormivano, o ancora di svolgere le esecuzioni presso la foresta dove avrebbero potuto essere annegati con dei pesi di ferro ai piedi e gettati nello stagno di Iset. Il piano di Jurovskij prevedeva invece un'esecuzione efficiente di tutti gli 11 prigionieri simultaneamente, pur dovendosi ad ogni modo assicurare che nessuno violentasse le vittime di sesso femminile prima o anche dopo la loro uccisione, o si desse allo sciacallaggio sui cadaveri. Avendo tentato già in precedenza di privare le granduchesse dei loro averi, egli presupponeva che questi fossero nascosti in gran parte sotto i loro vestiti, e pertanto pareva naturale che gli uomini sapessero dove andare a ricercarli.
Il 16 luglio, Jurovskij venne informato dal Soviet degli Urali che l'Armata rossa si stava ritirando e pertanto le esecuzioni non potevano essere ritardate ulteriormente. Un telegramma in codice con la richiesta di approvazione finale da parte di Gološčëkin e Georgij Safarov giunse alle 18:00 di quel giorno a Lenin a Mosca. Non ci è pervenuta una risposta scritta da Mosca, anche se Jurovskij insistette poi che l'ordine era giunto da Mosca e gli era stato trasmesso da Gološčëkin alle 19:00. Questo fatto è stato confermato anche da un'ex guardia del Cremlino, Aleksej Akimov, il quale alla fine degli anni 1960 disse che Sverdlov gli aveva personalmente dato istruzioni di consegnare un telegramma all'ufficio telegrafico del palazzo, ma gli chiese che sia la bozza sia il pezzo di nastro usato per inviare il telegramma gli fossero portati immediatamente dopo l'invio. Alle 20:00 Jurovskij inviò il suo autista a recuperare un camion in vista del trasporto dei corpi, assieme a rotoli di stoffa per avvolgervi i cadaveri. Le istruzioni erano di parcheggiare il più possibile nei pressi dell'entrata del piano seminterrato della struttura e di mantenere acceso il motore così da mascherare ulteriormente il suono degli spari. Jurovskij e Pavel Medvedev raccolsero 14 pistole da usare quella notte, comprese due Browning (una M1900 e una M1906), due pistole Colt M1911, due Mauser C96, una Smith & Wesson e sette Nagant M1895 di fabbricazione belga.
Nell'ufficio del comandante, Jurovskij assegnò le vittime a ciascun omicida prima della distribuzione delle armi. Egli prese una Mauser e una Colt, mentre Ermakov si armò con tre Nagant, una Mauser e una baionetta; fu l'unico a cui venne concesso il privilegio di uccidere due prigionieri, l'imperatrice Aleksandra e il medico Botkin. Jurovskij diede istruzioni ai suoi uomini di mirare al cuore, al fine di evitare un'eccessiva fuoriuscita di sangue e garantire una fine immediata alle vittime. Almeno due uomini del contingente, un prigioniero di guerra austroungarico di nome Andras Verhas e lo stesso capo del contingente Adolf Lepa, si rifiutarono di sparare alle donne. Jurovskij li inviò a Casa Popov come punizione per questa loro mancanza "in quel momento importante della rivoluzione".

## Ekaterinburg, 17 luglio 1918

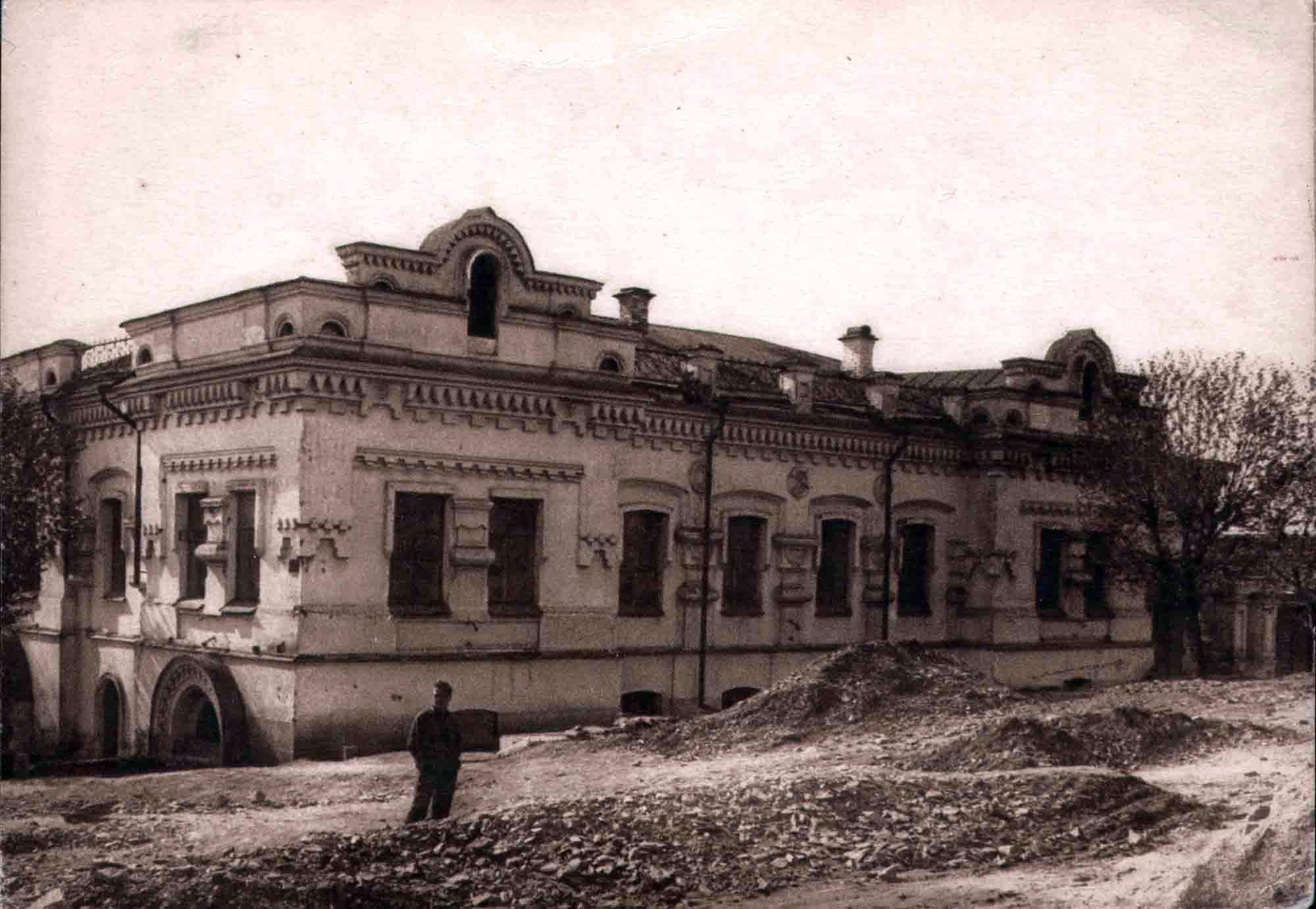
Casa Ipat'ev

Jurovskij fu incaricato di occuparsi personalmente della preparazione, dell'esecuzione materiale e del successivo occultamento dell'eccidio della famiglia imperiale e delle persone che l'avevano seguita: in totale sarebbero morte 11 persone. Venne nominato comandante della Casa a destinazione speciale, ossia della Casa Ipat'ev, dove erano detenuti lo zar deposto Nicola II e tutta la sua famiglia, e nelle loro ultime settimane di vita gestì i ritmi della casa.
Con l'arrivo di Jurovskij il regime della Casa a destinazione speciale cambiò: le guardie furono disciplinate a non avere contatti con i prigionieri e i furti cessarono improvvisamente.
Nella seduta del Soviet dove si sarebbero decisi i bersagli dei carnefici, le guardie rosse si rifiutarono di sparare sui figli di Nicola e Jurovskij dovette chiamare ex prigionieri di guerra austro-ungarici che avevano aderito alla rivoluzione, a cui spiegò tutto in tedesco; fra di loro si dice fosse presente anche il giovane Imre Nagy (in realtà è appurato che l'Imre Nagy ivi presente fosse soltanto un omonimo; all'epoca questo nome era parecchio diffuso).
Mentre i Romanov erano a cena la sera del 16 luglio 1918, Jurovskij entrò nel salotto ed informò i presenti che il ragazzo impiegato in cucina, Leonid Sednev, sarebbe uscito per incontrarsi con suo zio Ivan Sednev. La famiglia era in ansia in quanto Leonid era l'unico compagno di giochi dello zarevic Alessio, ma vennero rassicurati da Jurovskij che il ragazzo avrebbe ben presto fatto ritorno alla casa. Aleksandra non gli credette e quella sera scrisse nell'ultima sua nota: "dovunque sia vedremo se quel ragazzo ritornerà!" Leonid venne infatti fermato poco dopo la sua uscita da Casa Ipat'ev e venne trattenuto a Casa Popov. Jurovskij non aveva alcuna ragione per uccidere il ragazzo e desiderava solo toglierlo di mezzo dal luogo dell'esecuzione.
La notte tra il 16 e il 17 luglio, alle 11 di sera, Jurovskij chiamò il suo assistente Medvedev e gli diede le seguenti disposizioni:
- raccogliere 11 revolver dai soldati della casa;
- avvisare il corpo di guardia della casa di non allarmarsi se avesse udito degli spari.

(Dalla nota di Jurovskij)
A mezzanotte, Jurovskij ordinò al dottor Evgenij Botkin, medico personale della famiglia imperiale, di svegliare i Romanov e ordinò loro di prepararsi per una partenza; spiegò che, in concomitanza dell'arrivo imminente dei bianchi, in città era scoppiata una sommossa e che sarebbe stato più sicuro trasferirli altrove. Mezz'ora più tardi Nicola II, la moglie Aleksandra, il medico Botkin, l'inserviente Trupp, il cuoco Charitonov, poi i cinque figli, Ol'ga, Tat'jana, Marija, Anastasija, Aleksej e la dama di compagnia Anna Demidova scesero le scale e Jurovskij li invitò ad entrare nella stanza del pianterreno.
(Jurovskij – che narra in terza persona)
Alludendo alla sua professione di fotografo, il commissario li dispose come per una fotografia di notifica: seduti in prima fila Aleksandra Fëdorovna e Aleksej, accanto a loro Nicola e alle loro spalle le figlie; sui lati i membri del seguito.
(Sterkotin, membro del commando)
Quando tutto fu pronto, Jurovskij chiamò il commando armato e 10 uomini si ammassarono sulla porta, entrando dopo aver ricevuto l'ordine.
(Jurovskij)
(Strekotin)
Lo zar cadde sotto tre colpi di pistola nella parte alta del petto. Gli uomini tesero i revolver e bersagliarono sul gruppo: Aleksandra Fëdorovna cadde subito dopo il marito, colpita alla testa da Ermakov, seguita da Aleksej; dopo di loro si rivolsero alle figlie e al seguito. Maria, che era riuscita a portarsi alle doppie porte sprangate della sala, venne colpita inizialmente a una coscia da Ermakov.
(Kabanov, membro del commando)
Nella confusione generale, i pianti e le urla delle granduchesse confondevano gli uomini, che non riuscivano a mirare correttamente; le ragazze, avendo cucito alcuni gioielli nei vestiti, dovettero subire più colpi prima di cadere e far cessare le urla.
(Jurovskij)
(Kabanov)
I gioielli cuciti negli abiti facevano rimbalzare i proiettili sui corpi delle donne, che ferite e spaventate, non sembravano smettere di dibattersi in preda al terrore e al dolore.
(Kabanov)

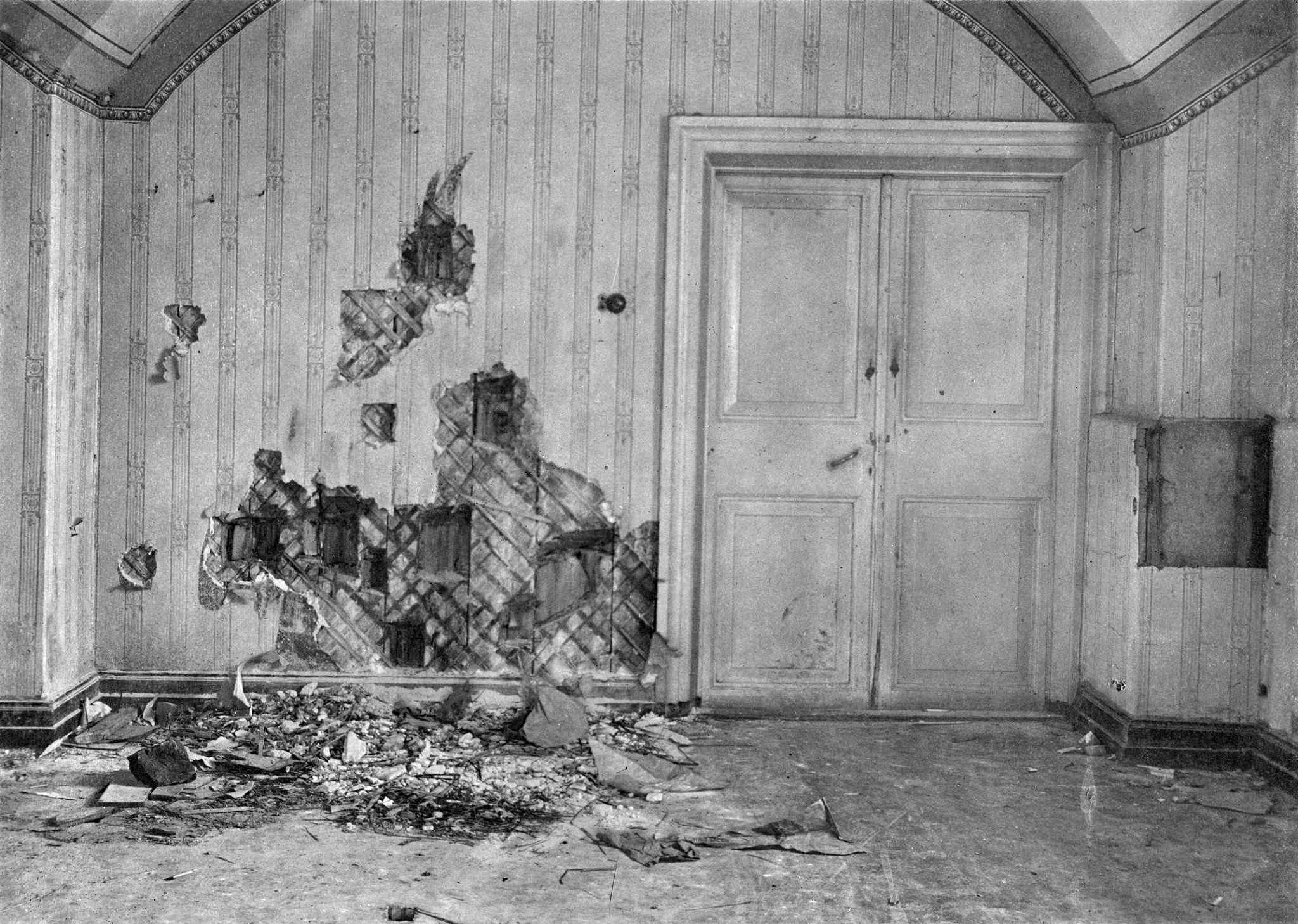
Il sotterraneo di casa Ipat'ev poco dopo l'esecuzione della famiglia imperiale, il muro fu distrutto dagli addetti dell'investigazione del 1919 dell'Armata Bianca per cercare ulteriori prove e/o pallottole.

Dopo circa venti minuti, l'esecuzione ebbe termine.
(Medvedev, assistente di Jurovskij)
Tuttavia, al momento di trasportare i corpi all'autocarro, il commando si accorse che non tutti erano morti.
(Sterkotin)
Successive investigazioni calcolarono che vennero sparati circa 70 colpi, con una media di 7 per ogni componente del plotone, di cui 57 vennero ritrovati sul luogo dell'esecuzione e gli altri nei luoghi di sepoltura. Alcuni dei barellieri di Pavel Medvedev iniziarono a frugare i corpi alla ricerca di valori. Jurovskij vide tutto ciò e intimò loro di consegnargli tutto ciò che avessero raccolto, pena la fucilazione. Il tentativo di sciacallaggio, unito all'ubriachezza di Ermakov e all'incompetenza da lui dimostrata nel dirigere l'esecuzione, convinsero Jurovskij a disporre personalmente dei corpi. Solo lo spaniel dello zarevic Alessio, Joy, sopravvisse al massacro e venne poi salvato dall'Allied Intervention Force, vivendo i suoi ultimi giorni a Windsor.

Aleksandr Beloborodov inviò un telegramma in codice al segretario di Lenin, Nikolaj Gorbunov. Questo venne poi ritrovato dall'investigatore "bianco" Nikolaj Sokolov; vi era scritto: 
Il 19 luglio i bolscevichi nazionalizzarono tutte le proprietà confiscate ai Romanov; il medesimo giorno Sverdlov annunciò l'esecuzione dello zar al Consiglio dei Commissari del Popolo.

### I corpi
Dopo l'esecuzione, i cadaveri dei membri della famiglia imperiale vennero caricati su una camionetta Fiat che, seguita dal commando di Jurovskij, si addentrò nel bosco di Koptjakij per passare alla fase dell'occultamento. A metà strada l'autocarro si impantanò: il commissario decise quindi di bruciare sul posto due corpi per confondere un'eventuale futura indagine dei "bianchi". Nella sua nota egli attesta che bruciò il corpo di Aleksej e di una donna (probabilmente Marija o Olga) che identifica con Anna Demidova.
Dopo la prima cremazione e il disincaglio del carro, Jurovskij e i suoi arrivarono nel luogo prescelto: una cava abbandonata chiamata la radura dei quattro fratelli (per la presenza di quattro ceppi di abeti).
Lì i cadaveri vennero spogliati (fu allora che gli uomini scoprirono i gioielli nascosti dalla zarina e dalle figlie) e fatti a pezzi con asce e coltelli; gettati nella cava, vennero cosparsi di acido solforico e poi dati alle fiamme. Gli uomini di Ermakov si concentrarono in particolare sulle donne della famiglia che sapevano avere indosso quei diamanti e gioielli che avevano reso così difficoltosa la loro uccisione. Due degli uomini del gruppo alzarono la gonna della zarina Aleksandra e le perquisirono persino la vagina. Jurovskij ordinò loro di allontanarsi dal corpo della defunta con la pistola spianata, licenziando in tronco i due che avevano osato toccare il corpo della zarina come monito per coloro che fossero stati scoperti a compiere altri atti osceni o tentativi di furto. Uno degli uomini licenziati ridacchiò dicendo di poter ora "morire in pace", avendo toccato l' "imperial clitoride". Jurovskij fece a quel punto un dettagliato resoconto di tutti i gioielli ritrovati, che erano divenuti proprietà dello Stato.

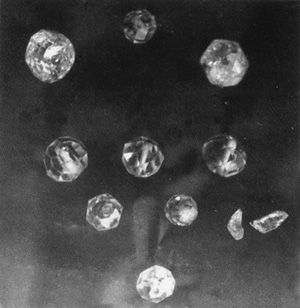
Alcuni dei topazi che vennero trovati indosso ai corpi alle donne della famiglia imperiale russa dagli uomini di Jurovskij.

Fu solo a quel punto che Jurovskij scoprì che la buca preparata per i corpi era profonda meno di 3 metri e che quindi non sarebbe stata sufficiente ad accogliere tutti i cadaveri da seppellire. Tentò senza successo di allargare lo spazio con l'uso di granate a mano, ma alla fine si risolse a fa ricoprire il tutto a mano dai suoi uomini con terra e rami di boscaglia. Jurovskij lasciò tre uomini di guardia sul sito mentre egli fece ritorno a Ekaterinburg con un 8 kg di diamanti e con un rapporto dettagliato per Beloborodov e Gološčëkin.
Il giorno seguente all'esecuzione, Sverdlov interruppe i lavori del comitato centrale di Mosca e mormorò qualcosa a Lenin, che dice a voce alta: «Il compagno Sverdlov ha da fare una dichiarazione». «Devo dire» dice Sverdlov «che abbiamo ricevuto notizie da Ekaterinburg. Per decisione del Soviet regionale, è stato fucilato Nicola II in un tentativo di fuga mentre le truppe cecoslovacche si avvicinavano alla città. Il presidium del comitato esecutivo centrale panrusso approva tale decisione». Segue un "silenzio generale", fino a quando Lenin non propone di continuare il lavoro interrotto.

Il 20 luglio venne pubblicato a Ekaterinburg il decreto dell'eseguita esecuzione: 
Nonostante il Soviet centrale di Mosca avesse negato in seguito lo sterminio dell'intera famiglia, comunicando la sola fucilazione dello zar "in un tentativo di fuga", e nonostante gli sforzi di Jurovskij e dei suoi uomini di occultare nel modo più assoluto ogni traccia dell'esecuzione di massa, i resti nella cava dei quattro fratelli furono portati alla luce nel 1979.

## Alapaevsk, 18 luglio 1918
La notte tra il 17 e il 18 luglio 1918, nella località di Alapaevsk sono passati per le armi: la granduchessa Elizaveta Fedorovna, sorella della zarina, il granduca Konstantin Konstantinovič, il granduca Igor' Konstantinovič, il granduca Ivan Konstantinovič, il granduca Sergej Michajlovič, suor Varvara Jakovleva e infine il principe Vladimir Pavlovič Palej.

## San Pietroburgo, 28 gennaio 1919: gli omicidi degli ultimi granduchi
Non ci sono versioni fornite da testimoni oculari sull'esecuzione: ciò che si sa si basa su versioni che provengono da voci e informazioni di seconda mano: variano sui dettagli, qualcuna ha un'aria eccessivamente drammatica, ma tutte si rassomigliano.
Alle undici e mezzo della notte tra il 27 gennaio e il 28 gennaio 1919, le guardie svegliarono i granduchi Dmitrij Konstantinovič, Nikolaj Michajlovič e Georgij Michajlovič Romanov nelle loro celle nella prigione di Spalernaia, dicendo loro che stavano per essere portati via e quindi dovevano imballare i loro effetti personali. Inizialmente pensarono che stessero per essere portati a Mosca e il granduca Nikolaj credette anche che poteva darsi li liberassero, ma suo fratello Georgj gli disse che era più probabile li portassero in un altro posto per essere uccisi. I granduchi ebbero un funereo presentimento di quale sarebbe stato il loro destino quando, al momento della partenza, gli fu detto di lasciare i bagagli.
I granduchi furono condotti fuori e caricati in un camion dove già c'erano quattro criminali comuni e sei membri della guardia rossa. All'una e venti del 28 gennaio il camion lasciò la prigione e guidò verso il fiume dal lato del Campo di Marte, dove si fermò: mentre il conducente stava provando a rimetterlo in moto, uno dei prigionieri provò a fuggire, ma fu colpito. Il camion riprese il cammino e arrivò alla fortezza di Pietro e Paolo, dove i prigionieri furono fatti scendere approssimativamente nel bastione di Trubeckoj e gli venne detto di togliersi camicie e cappotti, malgrado ci fossero circa venti gradi sottozero: allora non ebbero più dubbi sul loro destino e i granduchi si abbracciarono per l'ultima volta.
Altri soldati arrivarono portando un'altra persona, che i granduchi infine riconobbero come il loro cugino Pavel Aleksandrovič, fratello di Alessandro III. Furono allora scortati, un soldato per lato, verso una trincea che era stata scavata nel cortile, passando davanti alla cattedrale di San Pietro e Paolo, pantheon della famiglia imperiale. Furono allineati davanti alla fossa, dove già c'erano tredici corpi; Nikolaj Michajlovič passò il proprio gatto, che aveva in mano, a un soldato chiedendogli di prendersene cura. I granduchi affrontarono la morte con coraggio, Georgij Michajlovič e Dmitrij Konstantinovič pregarono tranquillamente, Dmitrij per il perdono dei suoi assassini: "Perdona loro, perché non sanno quello che fanno" sembrano essere state le sue ultime parole. A Pavel, che era molto ammalato, spararono mentre era in barella, mentre gli altri tre furono fucilati assieme e caddero nella fossa.
I corpi di Pavel, Georgij e Nikolaj rimasero nella fossa all'interno della fortezza, mentre quello di Dmitrij venne recuperato di nascosto il giorno dopo dal suo ex aiutante von Leiming, avvolto in una coperta, fu sepolto privatamente nel giardino di una casa di San Pietroburgo, dove riposa ancora oggi.

## Le indagini di Sokolov
Dopo la caduta di Ekaterinburg nelle mani degli anti-comunisti dell'Armata Bianca il 25 luglio di quell'anno, l'ammiraglio Aleksandr Kol'čak stabilì la Commissione Sokolov sulla fine del mese per indagare sugli omicidi. Nikolai Sokolov, un investigatore legale incaricato, compì le prime indagini intervistando diversi membri dell'entourage dei Romanov nel febbraio del 1919, in particolare Pierre Gilliard, Aleksandra Tegleva e Sydney Gibbes.

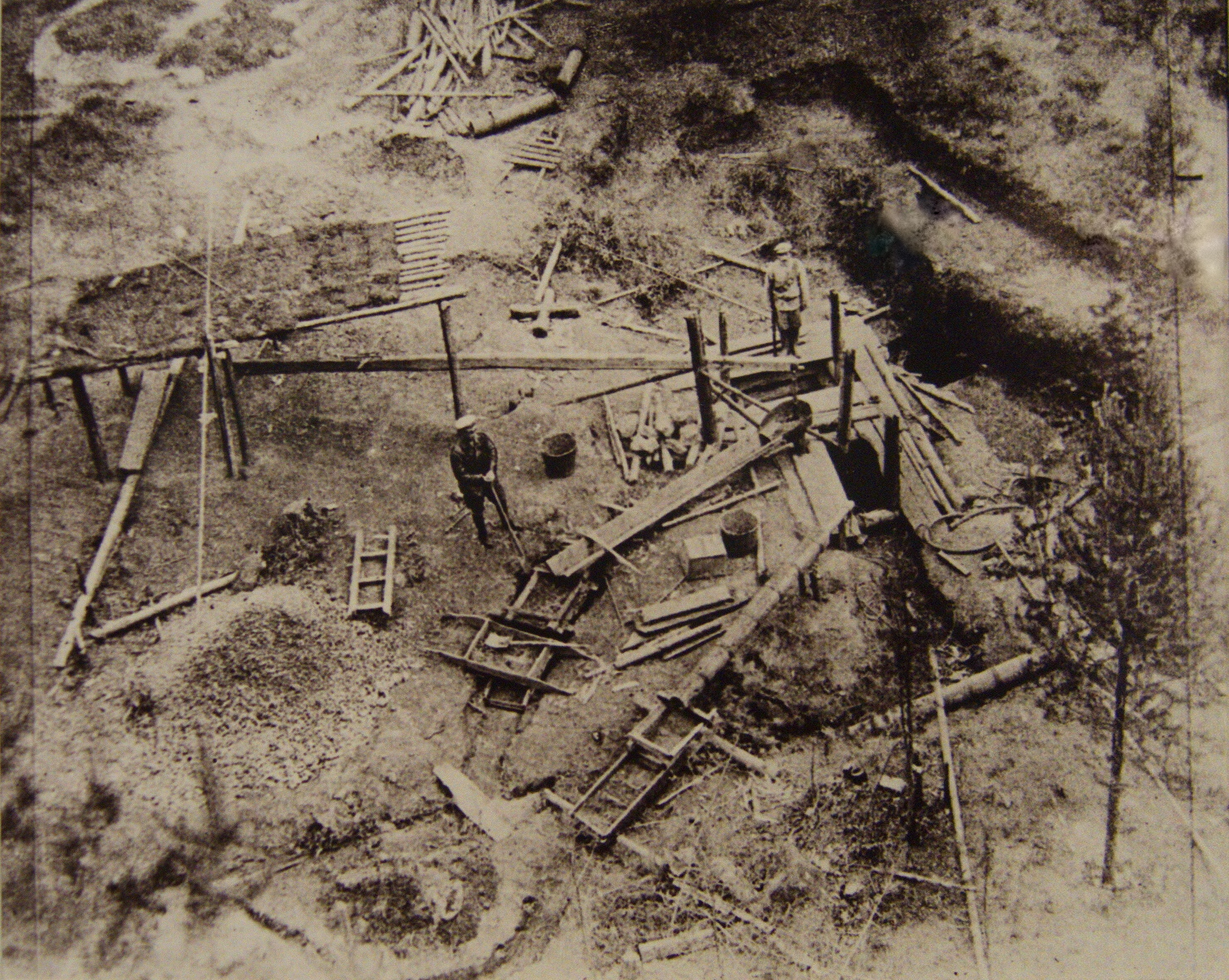
La commissione Sokolov ispeziona il sito della miniera abbandonata nella primavera del 1919

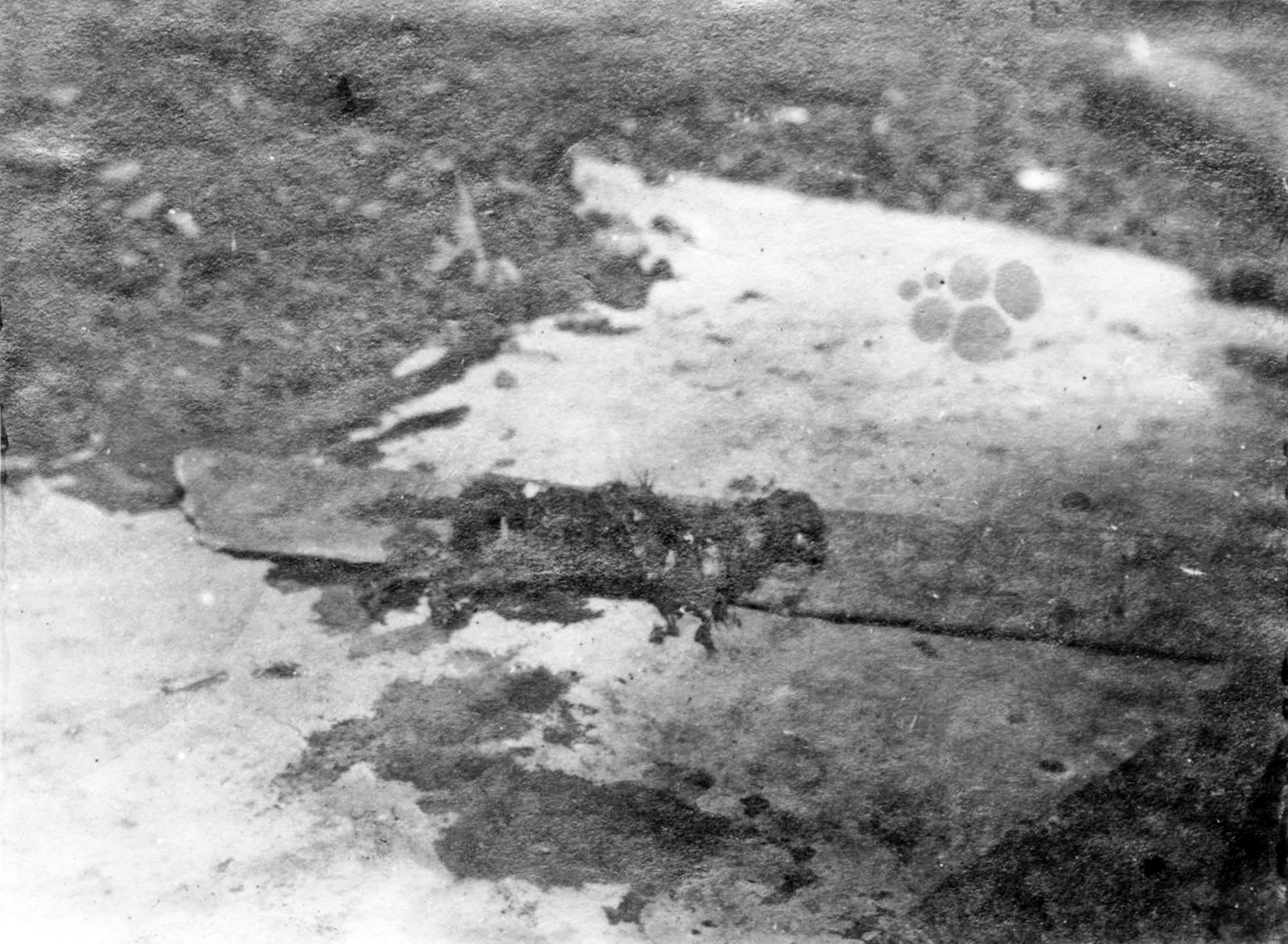
I resti del cane "Jimmy" trovati da Sokolov

Sokolov scoprì moltissimi oggetti appartenuti ai Romanov, in particolare nei luoghi dove erano stati gli uomini di Jurovskij, ed attorno al sito minerario dove inizialmente erano stati posti i corpi. Tra gli oggetti bruciati vennero trovati frammenti d'ossa, la dentiera superiore e gli occhiali del dottor Botkin, corsetti, medaglie e cinture, scarpe, chiavi, perle e diamanti, alcuni proiettili sparati e parte di un dito femminile tagliato. Nella buca venne ritrovato solo il corpo dello spaniel di Anastasia, Jimmy. Non vennero trovate tracce consistenti di vestiti, al contrario di quanto aveva dichiarato Jurovskij secondo il quale tutti i vestiti delle vittime erano stati bruciati prima di essere sepolti. Sokolov non riuscì a trovare il luogo delle sepolture dei corpi; ironicamente fotografò il punto esatto della sepoltura nel corso delle sue ricerche, senza però pensare che lì sotto vi fossero i corpi della famiglia imperiale. Il ritorno repentino delle forze dei bolscevichi nel luglio di quello stesso anno costrinse i "bianchi" ad evacuare ed a interrompere le ricerche, portando con loro solamente una piccola scatola con tutto ciò che era stato ritrovato sul sito. Sokolov raccolse le fotografie fatte e le testimonianze ottenute in otto volumi che pubblicò. Morì in Francia nel 1924 di un attacco di cuore prima di poter completare le proprie indagini. La scatola coi resti ritrovati da Sokolov è conservata nella chiesa ortodossa di San Giobbe a Uccle, presso Bruxelles.

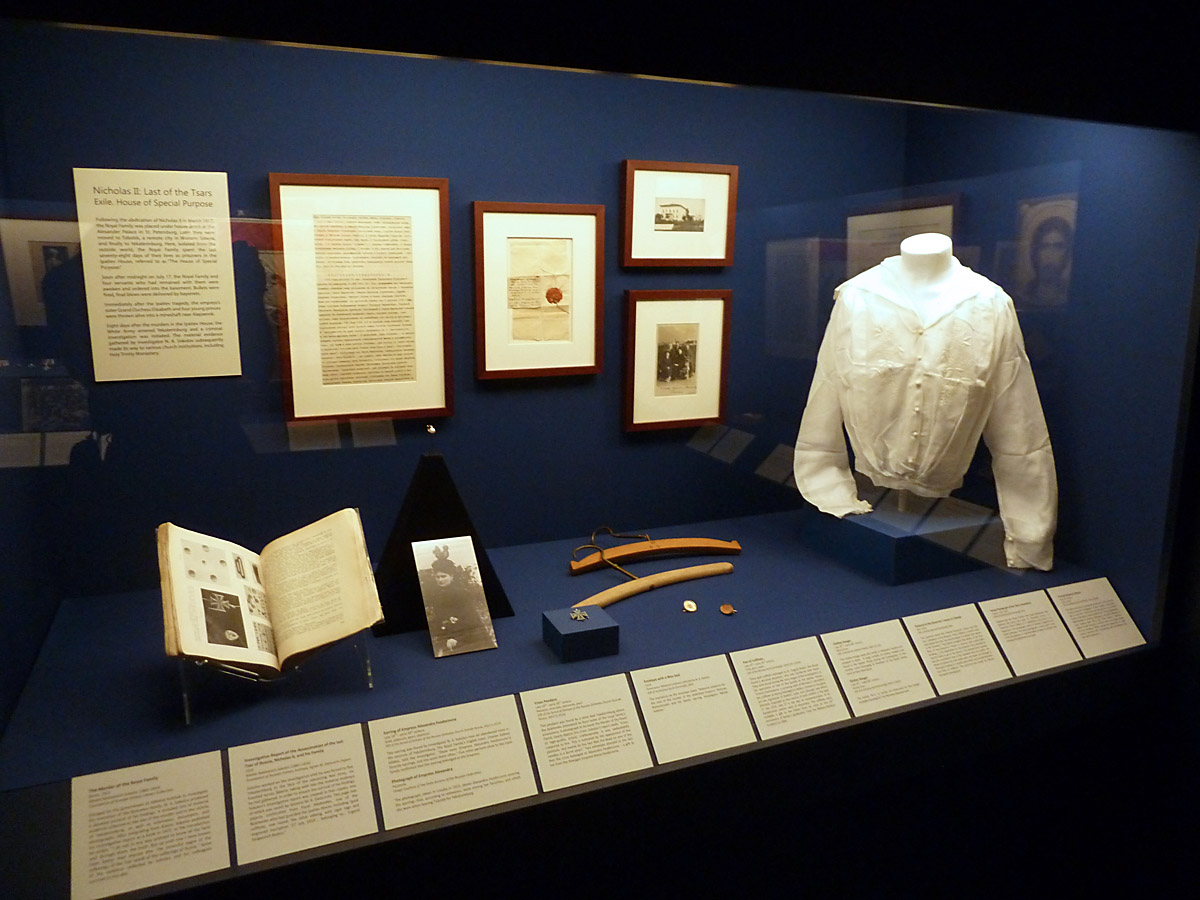
Alcuni oggetti appartenuti ai Romanov e ritrovati nei pressi dei loro luoghi di sepoltura oggi in mostra presso l'Holy Trinity Orthodox Seminary di Jordanville, nelo stato di New York. A destra una delle camicette appartenute a una delle granduchesse

Il resoconto di Sokolov venne pubblicato in francese ed in russo e per 65 anni, sino al 1989, fu l'unico documento tangibile di resoconto sulla tragedia. Nell'opera egli ad ogni modo concludeva erroneamente che i prigionieri fossero morti subito dopo la sparatoria, ad eccezione di Alessio e di Anastasia che vennero colpiti con delle baionette e poi finiti a con colpi di pistola a bruciapelo, e che i corpi erano poi andati distrutti cremati su una pira di massa. Diverse pubblicazioni in tutto il mondo e commenti alle indagini di Sokolov spinsero i sovietici a rivedere la loro opinione sul lavoro dell'investigatore "bianco" del 1926, ammettendo che l'imperatrice e i suoi figli erano stati effettivamente uccisi assieme allo zar. Nel 1938, infatti, Josef Stalin aveva imposto il silenzio sui Romanov. Egli aveva inoltre bandito il rapporto Sokolov. Casa Ipat'ev era stata cassata come "non di sufficiente importanza storica" dal Politburo di Leonid Brežnev e fu demolita nel settembre 1977 da Jurij Andropov del KGB, meno di un anno prima dal 60º anniversario delle morti. El'cin scrisse nelle sue memorie: "prima o poi saremo incolpati di questa barbarie". La distruzione della casa ad ogni modo non impedì a pellegrini e monarchici di visitare il sito.
Il ricercatore amatoriale Aleksandr Avdonin e il regista Gelij Rjabov trovarono il luogo di sepoltura il 30-31 maggio 1979, dopo anni di studi e ricerche sul campo. Dalla sepoltura vennero recuperati tre teschi, ma nessun laboratorio accettò di esaminarli aiutando i ricercatori; preoccupati dalle conseguenze di una simile scoperta, Avdonin e Rjabov riseppellirono i resti nell'estate del 1980. La presidenza di Michail Gorbačëv portò con sé l'era del glasnost (apertura) e della perestrojka (riforma), il che spinse Rjabov a rivelare il sito di sepoltura dei Romanov al giornale The Moscow News il 10 aprile 1989. I resti vennero dissotterrati nel 1991 da ufficiali sovietici con un'"esumazione ufficiale". Per la mancanza di abiti e per le numerose ferite e danni inflitti ai corpi, rimanevano numerosi dubbi sull'autenticità dei ritrovamenti, che poté essere dimostrata solo nel 1998 grazie alle prove del DNA.
Il 29 luglio 2007, un altro gruppo di ricercatori amatoriali trovò una piccola tomba non lontana dal sito dove erano stati scoperti gli altri corpi, contenente i resti di due ragazzi dell'età di Alexei e di sua sorella Maria. I resti dei due ragazzi rimangono collocati presso l'archivio di Stato in attesa della decisione della Chiesa ortodossa di riconoscerli, avendo questa avanzato la richiesta di "ulteriori e più dettagliati" esami.

## Gli esecutori

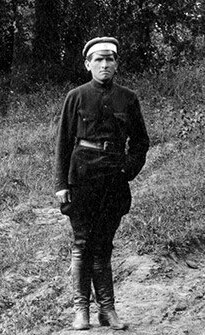
Pëtr Ermakov sopravvisse alla guerra civile senza patire conseguenze per il suo ruolo nell'omicidio dei membri della famiglia imperiale; ad ogni modo, a differenza degli altri uccisori, non ricevette premi né promozioni. Per il resto della sua vita si batté per vedersi riconosciuto il suo ruolo primario nell'uccisione della famiglia imperiale e per il suo contributo alla rivoluzione.

Ivan Plotnikov, professore di storia all'Università di Stato degli Urali, disse che gli esecutori materiali dell'omicidio dei membri della famiglia imperiale furono Jakov Michajlovič Jurovskij, Grigorij P. Nikulin, Michail A. Medvedev (Kudrin), Pëtr Ermakov, Stepan Vaganov, Aleksej G. Kabanov (ex soldato della guardia imperiale dello zar), Pavel Medvedev, V. N. Netrebin e Y. M. Celms. Al contrario Filipp Gološčëkin, pur essendo commissario militare a Ekaterinburg e fido associato di Jakov Sverdlov, non prese parte alla strage, e due o tre guardie del gruppo di sorveglianza rifiutarono di prendervi parte. Pëtr Vojkov ottenne l'incarico di occuparsi dei corpi con 570 litri di benzina e 180 kg di acido solforico, quest'ultimo ordinato tramite la farmacia di Ekaterinburg. Pur non avendo preso parte all'uccisione, successivamente disse di essere intervenuto, oltre che di aver rubato degli oggetti dai corpi delle granduchesse defunte. Dopo gli omicidi, dichiarò "il mondo non saprà mai cosa abbiamo fatto di loro." Vojkov prestò servizio come ambasciatore sovietico in Polonia nel 1924, dove venne assassinato da un monarchico russo nel luglio del 1927.
Vari uomini che presero parte al massacro sopravvissero qualche mese all'uccisione. Stepan Vaganov, uno dei più fidi collaboratori di Ermakov, venne attaccato e ucciso da un contadino alla fine del 1918 per aver partecipato agli atti di repressione locali della Čeka. Pavel Medvedev, capo delle guardie a Casa Ipat'ev e una delle figure chiave negli omicidi, venne catturato dall'Armata Bianca nel febbraio del 1919. Negò di aver preso parte agli omicidi durante i suoi interrogatori, ma morì poi di tifo in prigione. Aleksandr Beloborodov ed il suo vice Boris Didkovskij vennero entrambi uccisi nel 1938 in occasione della Grande Purga. Filipp Gološčëkin venne giustiziato nell'ottobre del 1941 in una prigione del NKVD e sepolto in una tomba anonima.
Tre giorni dopo gli omicidi, Jurovskij in persona riportò a Lenin gli eventi di quella notte e venne ricompensato con una nomina nella Čeka a Mosca. Scalò alcune vette del partito, morendo all'ospedale del Cremlino nel 1938 all'età di 60 anni. Prima della sua morte, donò le pistole usate negli omicidi al Museo della Rivoluzione a Mosca, lasciando inoltre tre resoconti di grande importanza, per quanto contraddittori. Anche se è stato detto che Jurovskij non abbia mai espresso rimorso né pentimento per gli omicidi, un ufficiale inglese che lo incontrò nel 1920 lo descrisse come amareggiato per quegli atti. Lui ed il suo assistente Nikulin, morto nel 1964, vennero sepolti nel Cimitero di Novodevičij a Mosca. Suo figlio, Aleksandr Jurovskij, ha volontariamente collaborato con gli investigatori Avdonin e Rjabov nel 1978 nelle loro ricerche.
Lenin vedeva la casata dei Romanov come "la feccia monarchica, 300 anni di disgrazia", e si riferiva a Nicola II nelle sue conversazioni e nei suoi scritti come "il nemico più diabolico del popolo russo, un esecutore sanguinario, un gendarme asiatico, un ladrone coronato." Come si è detto sin dai primi giorni dopo l'esecuzione, il nome di Lenin venne mantenuto lontano dal caso della sorte dei Romanov. Lenin operò con estrema cautela, utilizzando telegrammi in codice, insistendo sulla distruzione del telegramma originale. Negli archivi di Stato ad ogni modo è stata dimostrata l'esistenza di un gruppo di persone dipendenti da Lenin che erano state adeguatamente formate a ricevere messaggi in codice con le sue disposizioni per i casi più importanti. Nei 55 volumi della biografia di Lenin e nelle sue memorie pubblicate, negli anni è stato scrupolosamente rimosso ogni accenno agli omicidi, enfatizzando al contrario i ruoli di Sverdlov e Gološčëkin.
Lenin era certamente a conoscenza della decisione di Vasilij Jakovlev di portare Nicola, Alessandra e Maria verso Omsk anziché ad Ekaterinburg nell'aprile del 1918, cosciente delle minacce dell'area che si profilavano con l'avanzata dei "bianchi". Lenin accolse positivamente anche la morte della granduchessa Elisabetta, assassinata assieme ad altri cinque membri della famiglia imperiale presso Alapaevsk il 18 luglio 1918.
La storiografia sovietica si concentrò sul rappresentare lo zar Nicola come un capo incompetente e debole, le cui decisioni portarono alla sconfitta della Russia nella prima guerra mondiale e alla morte di milioni di sudditi, mentre la reputazione di Lenin venne protetta a tutti i costi; la responsabilità della liquidazione dei Romanov venne interamente fatta ricadere sul Soviet degli Urali e sulla Čeka di Ekaterinburg.

## Conseguenze

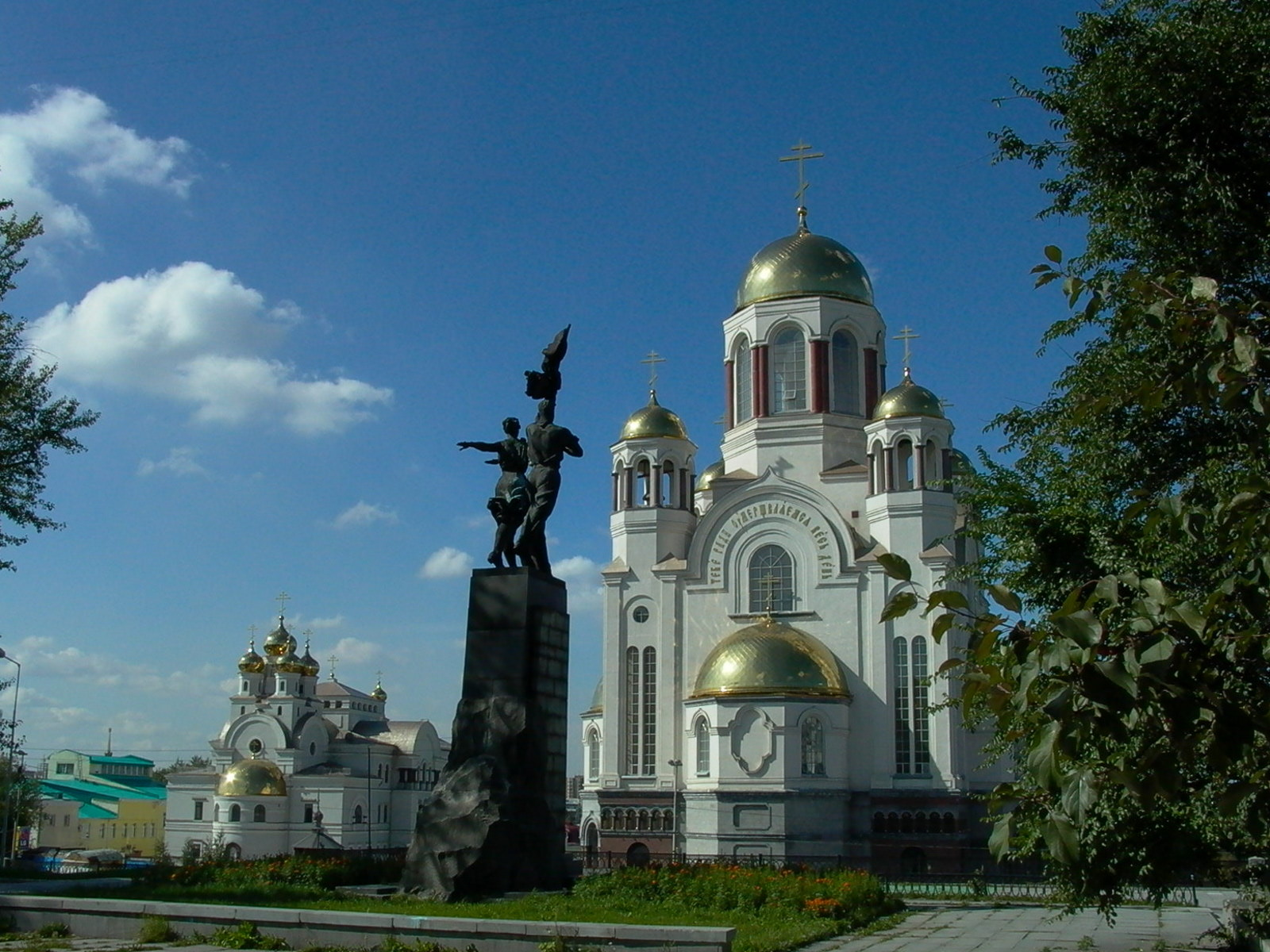
La Cattedrale sul sangue, costruita sul luogo ove sorgeva Casa Ipat'ev

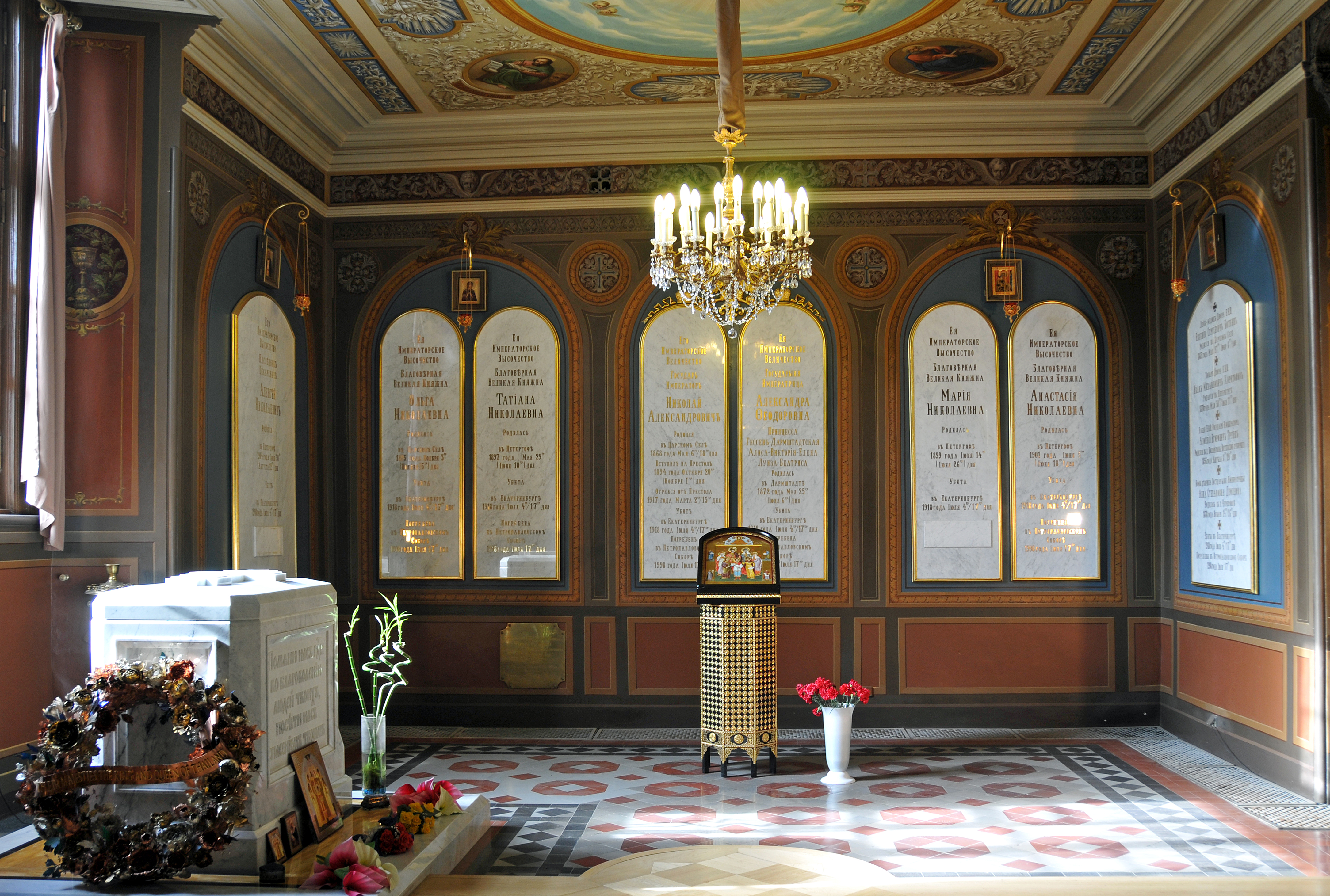
La tomba degli ultimi membri della famiglia Romanov e dei loro servitori nella Cappella di Santa Caterina nella Cattedrale dei Santi Pietro e Paolo.

Dopo l'uccisione e l'occultamento dei corpi, nel pomeriggio del 19 luglio 1918, Filipp Gološčëkin annunciò che "Nicola il sanguinario" era stato giustiziato mediante plotone d'esecuzione e che la sua famiglia era stata portata altrove. Sverdlov diede il proprio permesso al giornale locale di Ekaterinburg di pubblicare la notizia col seguente titolo "Esecuzione di Nicola, l'assassino sanguinario coronato – Ucciso senza formalità borghesi in accordo ai nuovi principi democratici", riportando in coda anche la notizia "la moglie e il figlio di Nicola Romanov sono stati portati in un posto sicuro". L'annuncio ufficiale venne dato alla stampa nazionale due giorni dopo. La motivazione ufficiale per l'esecuzione fu l'ordine dato dall'Uralispolkom su pressione della vicinanza dei cecoslovacchi al confine russo.
Nel corso di 84 giorni dopo gli omicidi di Ekaterinburg, 27 tra amici e parenti (14 Romanov e 13 membri dell'entourage imperiale) vennero a loro volta assassinati dai bolscevichi: a Alapaevsk il 18 luglio, Perm' il 4 settembre, e alla Fortezza di Pietro e Paolo il 24 gennaio 1919. A differenza di quelli della famiglia imperiale, i corpi dei defunti ad Alapaevsk e a Perm' vennero recuperati dall'Armata Bianca rispettivamente nell'ottobre del 1918 e nel maggio del 1919.
Anche se i soviet ufficialmente addossarono la responsabilità della decisione all'Uralispolkom, in un appunto nel diario di Lev Trockij sembra suggerire il fatto che l'ordine sia stato impartito da Lenin in persona. Trockij scriveva:
V. N. Solov'ëv, il capo della commissione investigativa russa del 1993 incaricato di indagare sull'omicidio della famiglia Romanov, ha concluso le sue ricerche spiegando come non vi siano documenti chiari che indichino che Lenin o Sverdlov siano da ritenere responsabili della strage. Egli disse:
Nel 1993, venne inoltre pubblicato il rapporto realizzato nel 1922 da Jurovskij. Secondo quando presente nel rapporto, le unità della Legione Cecoslovacca si stavano effettivamente avvicinando a Ekaterinburg. Il 17 luglio 1918 Jurovskij e altri bolscevichi, temendo che la Legione potesse liberare Nicola dopo la conquista del villaggio, lo uccisero assieme alla sua famiglia. Il giorno successivo Jurovskij partì alla volta di Mosca con un rapporto completo sull'operazione per Sverdlov. Non appena i cecoslovacchi ebbero preso Ekaterinburg, il suo appartamento venne saccheggiato.
Nel maggio del 1979, i resti di gran parte dei membri della famiglia imperiale e dei loro servitori vennero trovati da degli archeologi amatoriali, ma la scoperta venne tenuta segreta sino alla caduta del comunismo in Russia. Nel luglio del 1991, i corpi di cinque membri della famiglia imperiale (lo zar, la zarina e tre delle loro figlie) vennero esumati. Dopo l'esame forense e l'identificazione del DNA, i corpi furono condotti a degna sepoltura con tutti gli onori di Stato nella Cappella di Santa Caterina della Cattedrale dei Santi Pietro e Paolo di San Pietroburgo dove si trovano gli altri monarchi russi a partire da Pietro il Grande. Boris El'cin e sua moglie presero parte ai funerali assieme ad altri parenti dei Romanov, tra cui il principe Michael di Kent. Il Sacro Sinodo si oppose alla decisione del governo nel febbraio del 1998 di seppellire i resti della famiglia nella Fortezza di Pietro e Paolo, preferendo porre nella cattedrale una tomba simbolica sino all'attesa dei risultati sull'autenticità dei corpi ritrovati. Quando i corpi vennero sepolti nel luglio del 1998, vennero indicati come "vittime cristiane della rivoluzione" anziché come membri della famiglia imperiale. Il patriarca Alessio II di Mosca si rifiutò di officiare alla sepoltura e proibì a tutti i vescovi di prendervi parte, affinché la Chiesa ortodossa non prendesse una linea nel contenzioso.
I restanti due corpi, dello zarevic Alessio e di una delle sue sorelle, vennero scoperti nel 2007.
Il 15 agosto 2000, la Chiesa ortodossa russa annunciò la canonizzazione della famiglia imperiale per la sua "umiltà, pazienza e per le sofferenze subite". Ad ogni modo la chiesa non proclamò i Romanov come martiri, bensì portatori di passione (si veda la voce canonizzazione dei Romanov).
Dal 2000 al 2003 venne costruita la Chiesa sul sangue di Ekaterinburg sul sito dove si trovava Casa Ipat'ev.
Il 1º ottobre 2008 la Corte Suprema della Federazione Russa decretò ufficialmente che Nicola II e la sua famiglia furono vittime di una repressione politica e vennero tutti riabilitati.
Il 26 agosto 2010 un tribunale russo ordinò la riapertura delle indagini sull'assassinio di Nicola II e della sua famiglia, anche se i bolscevichi che avevano materialmente commesso le atrocità del 1918 erano ormai morti da tempo. Per questo motivo il fascicolo venne chiuso poco dopo.
Alla fine del 2015, su insistenza della Chiesa ortodossa russa, gli investigatori russi riesumarono i corpi di Nicola II e di sua moglie per ulteriori test del DNA, i quali confermarono nuovamente che le ossa appartenevano effettivamente alla coppia imperiale.
Un sondaggio condotto in Russia e pubblicato l'11 luglio 2018 ha rivelato che il 57% dei russi di età superiore ai 35 anni "crede che l'esecuzione della famiglia imperiale russa sia stato un crimine ingiustificato", il 46% tra coloro che avevano un'età compresa tra i 18 ed i 24 anni credeva che Nicola II dovesse essere punito per i suoi errori, e il 3% "era certo che l'esecuzione della famiglia imperiale fu un atto di pubblica e giusta retribuzione per i crimini dello zar".
Nel centenario delle tragiche morti, più di 100.000 pellegrini hanno preso parte ad una processione guidata dal patriarca Cirillo I di Mosca a Ekaterinburg, marciando dal centro della città dove i Romanov vennero uccisi sino al monastero di Ganina Yama. Ad ogni modo, il governo russo non organizzò alcuna commemorazione ufficiale.

## I presunti superstiti
Dal 1919 al 2002 ci sono stati numerosi casi di persone che affermavano di essere i figli dello zar Nicola II e della zarina Alessandra scampati all'esecuzione.
Questi sono alcuni di essi:
- Anna Anderson,[162] sosteneva di essere la granduchessa Anastasija Nikolaevna Romanova. Fra le persone dichiaratesi sopravvissute alla strage di Ekaterinburg fu quella che ottenne maggior credito.
- Marga Boodts,[163] sosteneva di essere la granduchessa Ol'ga Nikolaevna Romanova. Morì sul lago di Como in Italia.
- Michelle Anches, sosteneva di essere la granduchessa Tat'jana Nikolaevna Romanova. Venne uccisa nella sua casa in Danimarca.
- Ceclava Czapska, sosteneva di essere la granduchessa Marija Nikolaevna Romanova.
- Eugenia Smith,[164][165] sosteneva di essere la granduchessa Anastasija e scrisse un'autobiografia dove lo rivelava.
- Un agente dei servizi segreti polacchi, Michael Goleniewski, sostenne negli anni '60 di essere lo zarevic Aleksej[166].
- Alexei Poutzaiato, sosteneva di essere lo zarevic Aleksej, ma venne smascherato dopo poco tempo.
- Maddess Aiort, sosteneva di essere la granduchessa Tat'jana; anche lei venne smascherata.
- Un uomo rivelò che sua nonna era la granduchessa Marija; la donna era Granny Alina.[167]
- Alcune persone specularono in giro che Larissa Tudor[168] fosse la granduchessa Tat'jana.
- Una donna di nome Ivanova Vasil'eva sostenne di essere la granduchessa Anastasija[169].
- Girò voce che una certa Averees Iacowelly fosse in realtà la granduchessa Marija.
- Un certo Oleg Filatov sosteneva che suo padre, Vasilij Filatov, fosse lo zarevic Aleksej.
- Heino Tammett[170] sosteneva di essere lo zarevic Aleksej.
- Una donna e un uomo, Magdalen Veres e Joseph Veres, sostenevano di essere la granduchessa Anastasija e lo zarevic Aleksej.
- Incominciò a spargersi la voce che una certa Eleonora Kruger[171] fosse la granduchessa Anastasija[169].